# Lijst van geografische namen en afgeleiden
In deze (onvolledige) lijst van geografische namen staat een opsomming van werelddelen, landen, steden, streken, enzovoorts met hun bijvoeglijk naamwoord in de kolom erachter. In de derde kolom volgt het woord dat gebruikt wordt om een inwoner aan te duiden. In geval van een in het Nederlands gebruikelijk exoniem, staat het endoniem tussen haakjes onder het betreffende woord/de betreffende plaatsnaam.
Buitenlandse geografische namen die in het Nederlands alleen een endoniem hebben en geen van beide afgeleiden, zijn niet opgenomen. Wel opgenomen zijn geografische namen die een exoniem hebben, maar geen afgeleiden, zoals Vaticaanstad. Ook opgenomen zijn in Nederlandstalig gebied gelegen locaties die geen afgeleiden kennen, zoals Berkel en Rodenrijs.
Eindigt de naam van de inwoner op een s, dan wordt dat in het meervoud meestal een z. Het bijvoeglijk naamwoord houdt echter een s in de verbogen vorm. Bijvoorbeeld: De Chinezen eten Chinese rijst.
|                                                                  | Aardrijkskundige naam                                                  | Bijvoeglijk naamwoord                                    | Inwoner                                                             |
| ---------------------------------------------------------------- | ---------------------------------------------------------------------- | -------------------------------------------------------- | ------------------------------------------------------------------- |
| Nederland                                                        | Aalsmeer                                                               | Aalsmeers, ook Aalsmeerder                               | Aalsmeerder                                                         |
| België                                                           | Aalst                                                                  | Aalsters                                                 | Aalstenaar                                                          |
| Nederland                                                        | Aalten                                                                 | Aaltens                                                  | Aaltenaar                                                           |
| België                                                           | Aalter                                                                 | Aalters                                                  | Aalteraar                                                           |
| België                                                           | Aarlen (fr) Arlon)                                                     | Aarlens                                                  | Aarlenaar                                                           |
| België                                                           | Aarschot                                                               | Aarschots                                                | Aarschottenaar                                                      |
| België                                                           | Aartselaar                                                             | Aartselaars                                              | Aartselarenaar                                                      |
| België                                                           | Aat (fr) Ath)                                                          | Aats                                                     | Atenaar                                                             |
| Ethiopië                                                         | Abessinië zie ook Ethiopië                                             | Abessijns                                                | Abessijn                                                            |
| Italië                                                           | Abruzzen (it) Abruzzo)                                                 | Abruzzees                                                | Abruzzees                                                           |
| Ghana                                                            | Accra                                                                  | Accraas                                                  | Accraer                                                             |
| Nederland                                                        | Achterhoek                                                             | Achterhoeks                                              | Achterhoeker                                                        |
| Ethiopië                                                         | Addis Abeba (= Adis Abeba)                                             | Addis Abebitisch                                         | Addis Abebaër, Addis Abebiet                                        |
| Jemen                                                            | Aden                                                                   | Adenitisch                                               | Adeniet                                                             |
| Afghanistan                                                      | Afghanistan (Afganistan < (ps) افغانستان)                              | Afghaans                                                 | Afghaan                                                             |
|                                                                  | Afrika                                                                 | Afrikaans                                                | Afrikaan                                                            |
| Guam                                                             | Agana (ch) Hagåtña)                                                    | –                                                        | –                                                                   |
| Duitsland                                                        | Aken (de) Aachen)                                                      | Akens, ook Aaks                                          | Akenaar                                                             |
| Albanië                                                          | Albanië (sq) Shqipëria)                                                | Albanees                                                 | Albanees                                                            |
| Nederland                                                        | Alblasserdam                                                           | Alblasserdams                                            | Alblasserdammer                                                     |
| Egypte                                                           | Alexandrië (al-'Iskandarīyah < (ar) لإسكندرية)                         | Alexandrijns                                             | Alexandrijn                                                         |
| Algerije                                                         | Algerije (al-Jazā'ir < (ar) الجزائر)                                   | Algerijns                                                | Algerijn                                                            |
| Algerije                                                         | Algiers (al-Jazā'ir < (ar) الجزائر )                                   | Algiers                                                  | Algierser                                                           |
| Nederland                                                        | Alkmaar                                                                | Alkmaars, ook Alkmaarder                                 | Alkmaarder                                                          |
| Kazachstan                                                       | Alma-Ata (= Almaty)                                                    | –                                                        | –                                                                   |
| Nederland                                                        | Almelo                                                                 | Almeloos                                                 | Almeloër                                                            |
| Nederland                                                        | Almere                                                                 | Almeers                                                  | Almeerder                                                           |
| Zwitserland                                                      | Alpen                                                                  | alpien, alpine, alpijns                                  | –                                                                   |
| Nederland                                                        | Alphen aan den Rijn                                                    | Alphens                                                  | Alphenaar                                                           |
| Nederland                                                        | Ameland                                                                | Amelands, ook Amelander                                  | Amelander                                                           |
|                                                                  | Amerika (continent)                                                    | Amerikaans                                               | Amerikaan                                                           |
| Amerikaans-Samoa                                                 | Amerikaans-Samoa (en) American Samoa)                                  | Amerikaans-Samoaans                                      | Amerikaans-Samoaan                                                  |
| Amerikaanse Maagdeneilanden                                      | Amerikaanse Maagdeneilanden (en) United States Virgin Islands)         | –                                                        | –                                                                   |
| Nederland                                                        | Amersfoort                                                             | Amersfoorts                                              | Amersfoorter, ook Amersfoorder                                      |
| Jordanië                                                         | Amman (`Ammān < (ar) عمان )                                            | Ammanitisch                                              | Ammaniet                                                            |
| Nederland                                                        | Amstelveen                                                             | Amstelveens, ook Amstelvener                             | Amstelvener                                                         |
| Nederland                                                        | Amsterdam                                                              | Amsterdams, ook Amsterdammer                             | Amsterdammer                                                        |
| Turkije                                                          | Anatolië (tr) Anadolu)                                                 | Anatolisch                                               | Anatoliër                                                           |
| Spanje                                                           | Andalusië (es) Andalucía)                                              | Andalusisch                                              | Andalusiër                                                          |
| Spanje Portugal                                                  | Al-Andalus                                                             | Moors                                                    | Moor                                                                |
| België                                                           | Anderlecht                                                             | Anderlechts                                              | Anderlechtenaar                                                     |
| Argentinië Bolivia Chili Colombia Ecuador Peru Venezuela         | Andes (es) Cordillera de los Andes)                                    | Andijns, ook Andisch                                     | Andijn                                                              |
| Andorra                                                          | Andorra                                                                | Andorraans, Andorrees                                    | Andorraan, Andorrees                                                |
| Angola                                                           | Angola                                                                 | Angolees                                                 | Angolees                                                            |
| Anguilla                                                         | Anguilla                                                               | Anguillaans                                              | Anguillaan                                                          |
| Turkije                                                          | Ankara                                                                 | Ankariotisch                                             | Ankarioot                                                           |
| Antarctica                                                       | Antarctica (zie ook zuidpoolgebied)                                    | Antarctisch                                              | Antarctiër                                                          |
| Antigua en Barbuda                                               | Antigua en Barbuda (en) Antigua and Barbuda)                           | Antiguaans                                               | Antiguaan                                                           |
|                                                                  | Antillen                                                               | Antilliaans                                              | Antilliaan                                                          |
| België                                                           | Antwerpen                                                              | Antwerps                                                 | Antwerpenaar                                                        |
| Nederland                                                        | Apeldoorn                                                              | Apeldoorns                                               | Apeldoornaar, Apeldoorner en Apeldorenaar                           |
| Italië                                                           | Apennijnen (it) Appennini)                                             | Apennijns                                                | Apennijn en Apennijner                                              |
| Nederland                                                        | Appingedam                                                             | Appingedams, ook Appingedammer                           | Appingedammer                                                       |
| Italië                                                           | Apulië (= Puglia)                                                      | Apulisch                                                 | Apuliër                                                             |
| Frankrijk                                                        | Aquitanië (= Aquitaine)                                                | Aquitaans                                                | Aquitaan                                                            |
|                                                                  | Arabië (zie ook Saoedi-Arabië)                                         | Arabisch                                                 | Arabier                                                             |
| België                                                           | Ardennen                                                               | Ardens, ook Ardenner, Ardeens                            | Ardenner                                                            |
| België                                                           | Arendonk                                                               | Arendonks                                                | Arendonkenaar                                                       |
| Argentinië                                                       | Argentinië (= Argentina)                                               | Argentijns                                               | Argentijn                                                           |
| Armenië                                                          | Armenië (= Hayastan)                                                   | Armeens                                                  | Armeniër                                                            |
| Frankrijk                                                        | Armentiers (= Armentières)                                             | Armentiers                                               | Armentiersenaar                                                     |
| Nederland                                                        | Arnhem                                                                 | Arnhems, ook Arnhemmer                                   | Arnhemmer                                                           |
| Frankrijk                                                        | Artesië (= Artois)                                                     | Artesisch                                                | Artesiër, ook Arteser                                               |
| Aruba                                                            | Aruba                                                                  | Arubaans                                                 | Arubaan                                                             |
| Turkmenistan                                                     | Asjchabad (= Asgabat)                                                  | –                                                        | –                                                                   |
| Eritrea                                                          | Asmara (= Asmera)                                                      | –                                                        | –                                                                   |
| België                                                           | Asse                                                                   | Asses                                                    | Assenaar                                                            |
| België                                                           | Assebroek                                                              | Assebroeks                                               | Assebroekenaar                                                      |
| Nederland                                                        | Assen                                                                  | Assens, ook Asser                                        | Assenaar, Asser                                                     |
| Nederland                                                        | Asten                                                                  | Astens                                                   | Astenaar                                                            |
| Paraguay                                                         | Asunción                                                               | Asuncionees                                              | Asuncionees                                                         |
| Griekenland                                                      | Athene (el) Αθήνα)                                                     | Atheens                                                  | Athener                                                             |
| Algerije Marokko Tunesië                                         | Atlas                                                                  | Atlanteïsch                                              | Atlanteeër                                                          |
| Griekenland                                                      | Attica (el) Αττική)                                                    | Attisch                                                  | Attiër                                                              |
| Australië                                                        | Australië (en) Australia)                                              | Australisch                                              | Australiër                                                          |
| Nederland                                                        | Axel                                                                   | Axels                                                    | Axelaar                                                             |
| Azerbeidzjan                                                     | Azerbeidzjan (az) Azärbaycan)                                          | Azerbeidzjaans                                           | Azerbeidzjaan, Azeri                                                |
|                                                                  | Azië                                                                   | Aziatisch                                                | Aziaat                                                              |
| Portugal                                                         | Azoren (= Açores)                                                      | Azorisch, ook Azoriaans                                  | Azoriaan                                                            |
| Nederland                                                        | Baarn                                                                  | Baarns                                                   | Baarnaar en Barenaar                                                |
| Irak                                                             | Bagdad (= Baghdād)                                                     | Bagdads                                                  | Bagdadder                                                           |
| Bahama's                                                         | Bahama's (= Bahamas, Bahama-eilanden)                                  | Bahamaans                                                | Bahamaan                                                            |
| Bahrein                                                          | Bahrein (= al-Bahrayn)                                                 | Bahreins                                                 | Bahreiner, Bahreini                                                 |
| Azerbeidzjan                                                     | Bakoe (= Bakı)                                                         | Bakoes                                                   | Bakoeër                                                             |
| Spanje                                                           | Balearen (= Islas Baleares/Balears)                                    | Baleaars                                                 | Baleaar                                                             |
| België                                                           | Balen                                                                  | Balens                                                   | Balenaar                                                            |
|                                                                  | Balkan                                                                 | Balkanees                                                | Balkanees                                                           |
| Thailand                                                         | Bangkok (= Krungthep)                                                  | Bangkoks                                                 | Bangkokker                                                          |
| Bangladesh                                                       | Bangladesh (= Banglādesh)                                              | Bengaals                                                 | Bengaal                                                             |
| Barbados                                                         | Barbados                                                               | Barbadaans                                               | Barbadaan                                                           |
| Nederland                                                        | Barendrecht                                                            | Barendrechts                                             | Barendrechter                                                       |
| Nederland                                                        | Barneveld                                                              | Barnevelds, ook Barnevelder                              | Barnevelder                                                         |
| Spanje Frankrijk                                                 | Baskenland (= País Vasco/Euskadi)                                      | Baskisch                                                 | Bask                                                                |
| België                                                           | Bastenaken (= Bastogne)                                                | Bastenaaks                                               | Bastenakenaar                                                       |
| Nederland                                                        | Beek                                                                   | Beeks                                                    | Bekenaar                                                            |
| België                                                           | Beerse                                                                 | Beerses                                                  | Beersenaar                                                          |
| Nederland                                                        | Beesel                                                                 | Beesels                                                  | Beeselnaar                                                          |
| Duitsland                                                        | Beieren (= Bayern)                                                     | Beiers                                                   | Beier, v. ook Beierin                                               |
| Nederland                                                        | Beilen                                                                 | Beilens, ook Beiler                                      | Beilenaar, Beiler                                                   |
| Libanon                                                          | Beiroet (= Bayrut)                                                     | Beiroets                                                 | Beiroeter, ook Beiroeti                                             |
| Duitsland                                                        | Belau                                                                  | Belaus                                                   | Belauer                                                             |
| België                                                           | België                                                                 | Belgisch                                                 | Belg                                                                |
| Servië                                                           | Belgrado (= Beograd)                                                   | Belgradoos                                               | Belgradoër                                                          |
| Belize                                                           | Belize                                                                 | Belizaans                                                | Belizaan                                                            |
| België                                                           | Belle (= Bailleul)                                                     | Bels                                                     | Bellenaar                                                           |
| Nederland                                                        | Bemmel                                                                 | Bemmels, ook Bemmeler                                    | Bemmelaar                                                           |
|                                                                  | Benedenwinden (ook: Benedenwindse eilanden Eilanden beneden de wind)   | Benedenwinds                                             | Benedenwinder                                                       |
| India Bangladesh                                                 | Bengalen                                                               | Bengalees                                                | Bengalees                                                           |
| Benin                                                            | Benin (= Bénin)                                                        | Benins                                                   | Beniner                                                             |
| België                                                           | Berchem                                                                | Berchems                                                 | Berchemmenaar                                                       |
| België                                                           | Bergen (= Mons)                                                        | Bergens, ook Bergs                                       | Bergenaar                                                           |
| Nederland                                                        | Bergen (Nederlands Limburg)                                            | Bergens, ook Bergs                                       | –                                                                   |
| Nederland                                                        | Bergen (Noord-Holland)                                                 | Bergens, ook Berger                                      | Bergenaar                                                           |
| Nederland                                                        | Berkel en Rodenrijs                                                    | –                                                        | –                                                                   |
| Nederland                                                        | Bergen op Zoom                                                         | Bergs, ook Bergen-op-Zooms                               | Bergenaar                                                           |
| Duitsland                                                        | Berlijn (= Berlin)                                                     | Berlijns, ook Berlijner                                  | Berlijner, v. ook Berlijnerin                                       |
| Zwitserland                                                      | Bern                                                                   | Berns, ook Berner                                        | Berner, v. ook Bernerin                                             |
| Nederland                                                        | Best                                                                   | Bests, ook Bester                                        | Bestenaar                                                           |
| Nederland                                                        | Betuwe                                                                 | Betuws, ook Betuwer                                      | Betuwenaar                                                          |
| Nederland                                                        | Beuningen                                                              | Beunings                                                 | Beuninger                                                           |
| België                                                           | Beveren                                                                | Bevers                                                   | Beveraar, ook Bevernaar                                             |
| Nederland                                                        | Beverwijk                                                              | Beverwijks, ook Beverwijker                              | Beverwijker                                                         |
| Bhutan                                                           | Bhutan (= Druk-Yul)                                                    | Bhutaans                                                 | Bhutaan                                                             |
| Nederland                                                        | De Bilt                                                                | Bilts                                                    | Biltenaar                                                           |
| Myanmar                                                          | Birma                                                                  | Birmees                                                  | Birmees                                                             |
| Kirgizië                                                         | Bisjkek (= Biškek)                                                     | –                                                        | –                                                                   |
| Guinee-Bissau                                                    | Bissau                                                                 | Bissaus                                                  | Bissauer                                                            |
| België                                                           | Blankenberge                                                           | Blankenbergs                                             | Blankenbergenaar                                                    |
| Nederland                                                        | Blaricum                                                               | Blaricums, ook Blaricummer                               | Blaricummer                                                         |
| Nederland                                                        | Bloemendaal                                                            | Bloemendaals                                             | Bloemendaler                                                        |
| Nederland                                                        | Bodegraven                                                             | Bodegravens                                              | Bodegravenaar                                                       |
| Hongarije                                                        | Boedapest (= Budapest)                                                 | Boedapests, ook Boedapester                              | Boedapester                                                         |
| Roemenië                                                         | Boekarest (= Bucureṣti)                                                | Boekarests, ook Boekarester                              | Boekarester                                                         |
| Colombia                                                         | Bogota (= Bogotá)                                                      | Bogotaans                                                | Bogotaan                                                            |
| Tsjechië                                                         | Bohemen (= Čechy)                                                      | Boheems, ook Bohemer                                     | Bohemer, v. ook Bohemerin                                           |
| Bolivia                                                          | Bolivia                                                                | Boliviaans                                               | Boliviaan                                                           |
| Nederland                                                        | Bonaire                                                                | Bonairiaans                                              | Bonairiaan                                                          |
| België                                                           | Boom                                                                   | Booms                                                    | Bomenaar                                                            |
| Nederland                                                        | Borculo                                                                | Borculoos                                                | –                                                                   |
| Nederland                                                        | Borger                                                                 | Borgers                                                  | Borgenaar, ook Borgerder                                            |
| Nederland                                                        | Borgerhout                                                             | Borgerhouts                                              | Borgerhoutenaar                                                     |
| België                                                           | Borgworm (= Waremme)                                                   | Borgworms                                                | –                                                                   |
| Nederland                                                        | Born                                                                   | Borns, ook Borner                                        | Border                                                              |
| Nederland                                                        | Borne                                                                  | Borns, ook Borner                                        | Bornaar en Borrenaar                                                |
| België                                                           | Bornem                                                                 | Bornems                                                  | Bornemmenaar                                                        |
| Nederland                                                        | Borssele                                                               | Borssels                                                 | Borsselaar                                                          |
| Nederland                                                        | Den Bosch (zie ook 's-Hertogenbosch)                                   | Bosch                                                    | Bosschenaar                                                         |
| Nederland                                                        | Boskoop                                                                | Boskoops                                                 | Boskopenaar, Boskoper                                               |
| Bosnië en Herzegovina                                            | Bosnië-Herzegovina (= Bosna i Hercegovna)                              | Bosnisch                                                 | Bosniër                                                             |
| Botswana                                                         | Botswana                                                               | Botswaans                                                | Botswaan                                                            |
| Frankrijk                                                        | Bourgondië (= Bourgogne)                                               | Bourgondisch                                             | Bourgondiër                                                         |
|                                                                  | Bovenwinden, ook: Bovenwindse eilanden en Eilanden boven de wind       | Bovenwinds                                               | Bovenwinder                                                         |
| Nederland                                                        | Boxmeer                                                                | Boxmeers                                                 | Boxmeerder                                                          |
| Nederland                                                        | Boxtel                                                                 | Boxtels                                                  | Boxtelaar, ook Boxelaar                                             |
| België Nederland                                                 | Brabant                                                                | Brabants                                                 | Brabander                                                           |
| Nederland                                                        | Brakel                                                                 | Brakels                                                  | Brakelaar                                                           |
| Brazilië                                                         | Brasilia (= Brasília)                                                  | –                                                        | –                                                                   |
| België                                                           | Brasschaat                                                             | Brasschaats                                              | Brasschatenaar                                                      |
| Brazilië                                                         | Brazilië (= Brasil)                                                    | Braziliaans                                              | Braziliaan                                                          |
| Congo-Brazzaville                                                | Brazzaville                                                            | Brazzavils                                               | Brazzaviller                                                        |
| Nederland                                                        | Breda                                                                  | Bredaas                                                  | Bredanaar, Bredaënaar, ook Bredaër                                  |
| België                                                           | Bredene                                                                | Bredens                                                  | Bredenaar                                                           |
| België                                                           | Bree                                                                   | Brees                                                    | Breeë(r)naar                                                        |
| Nederland                                                        | Breukelen                                                              | Breukels                                                 | Breukelaar                                                          |
| Nederland                                                        | Brielle                                                                | Briels                                                   | Briellenaar                                                         |
| Britse Maagdeneilanden                                           | Britse Maagdeneilanden (= Virgin Islands)                              | –                                                        | –                                                                   |
| België                                                           | Brugge                                                                 | Brugs                                                    | Bruggeling                                                          |
| Nederland                                                        | Brummen                                                                | Brummens, ook Brummer                                    | Brummenaar                                                          |
| Brunei                                                           | Brunei                                                                 | Bruneis                                                  | Bruneier                                                            |
| Nederland                                                        | Brunssum                                                               | Brunssums                                                | Brunssumer                                                          |
| België                                                           | Brussel                                                                | Brussels                                                 | Brusselaar                                                          |
| Nederland                                                        | Budel                                                                  | Budels                                                   | –                                                                   |
| Argentinië                                                       | Buenos Aires                                                           | Buenos-Airees                                            | Buenos-Airees                                                       |
| België                                                           | Buggenhout                                                             | Buggenhouts                                              | Buggenhoutenaar                                                     |
| Bulgarije                                                        | Bulgarije (= Balgarija)                                                | Bulgaars                                                 | Bulgaar                                                             |
| Nederland                                                        | Bunnik                                                                 | Bunniks                                                  | Bunniker                                                            |
| Nederland                                                        | Bunschoten                                                             | Bunschotens, ook Bunschoter                              | Bunschoter                                                          |
| Burkina Faso                                                     | Burkina Faso                                                           | Burkinees                                                | Burkinees, Burkinabé                                                |
| Burundi                                                          | Burundi                                                                | Burundees                                                | Burundees                                                           |
| Nederland                                                        | Bussum                                                                 | Bussums, ook Bussumer                                    | Bussumer                                                            |
| Egypte                                                           | Caïro (zie ook Kaïro) (= al-Qāhirah)                                   | Caïrotisch                                               | Caïroot                                                             |
| Italië                                                           | Calabrië (= Calabria)                                                  | Calabrisch, ook Calabrees                                | Calabriër, ook Calabrees                                            |
| Cambodja                                                         | Cambodja (= Kampuchéa)                                                 | Cambodjaans                                              | Cambodjaan                                                          |
| Canada                                                           | Canada                                                                 | Canadees                                                 | Canadees                                                            |
| Spanje                                                           | Canarische Eilanden (= Islas Canarias)                                 | Canarisch                                                | Canariër                                                            |
| Spanje                                                           | Cantabrië (= Cantabria)                                                | Cantabrisch                                              | Cantabriër en Cantaber                                              |
| Nederland                                                        | Capelle aan den IJssel                                                 | Capels                                                   | Capellenaar                                                         |
| Venezuela                                                        | Caracas                                                                | Caraceens                                                | Caraceen                                                            |
|                                                                  | Cariben, Caraïben                                                      | Caribisch, ook Caraïbisch                                | Carieb, ook Caraïeb                                                 |
| Nederland                                                        | Castricum                                                              | Castricums                                               | Castricummer                                                        |
| Spanje                                                           | Catalonië (= Catalunya)                                                | Catalaans                                                | Catalaan                                                            |
| Kaaimaneilanden                                                  | Kaaimaneilanden (= Cayman Islands)                                     | Kaaimaneilands                                           | Kaaimaneilander                                                     |
| Centraal-Afrikaanse Republiek                                    | Centraal-Afrikaanse Republiek (= République centrafricaine)            | Centraal-Afrikaans                                       | Centraal-Afrikaan                                                   |
| Frankrijk                                                        | Cevennen (= Cévennes)                                                  | Cevens, ook Cevennools                                   | Cevenner, ook Cevennool                                             |
| Sri Lanka                                                        | Ceylon (zie ook Sri Lanka)                                             | Ceylonees, ook Ceylons                                   | Ceylonees, ook Ceylonner                                            |
| Chili                                                            | Chili (= Chile)                                                        | Chileens                                                 | Chileen                                                             |
| China                                                            | China (= Zhongguo)                                                     | Chinees                                                  | Chinees                                                             |
| Australië                                                        | Christmaseiland                                                        | Christmaseilands                                         | Christmaseilander                                                   |
| Nederland                                                        | Coevorden                                                              | Coevords en Coevorder                                    | Coevordenaar                                                        |
| Colombia                                                         | Colombia                                                               | Colombiaans                                              | Colombiaan                                                          |
| Sri Lanka                                                        | Colombo                                                                | Colombees                                                | Colombees                                                           |
| Comoren                                                          | Comoren (= al-Qomor)                                                   | Comorees                                                 | Comorees                                                            |
| Congo-Brazzaville                                                | Congo                                                                  | Congolees                                                | Congolees                                                           |
| Congo-Brazzaville                                                | Congo-Brazzaville (Republiek Congo)                                    | Congolees                                                | Congolees                                                           |
| Congo-Kinshasa                                                   | Congo-Kinshasa (Democratische Republiek Congo)                         | Congolees                                                | Congolees                                                           |
| Cookeilanden                                                     | Cookeilanden (= Cook Islands)                                          | Cookeilands                                              | Cookeilander                                                        |
| Griekenland                                                      | Corfu, sp. ook Korfoe                                                  | –                                                        | –                                                                   |
| Frankrijk                                                        | Corsica (= Corse)                                                      | Corsicaans                                               | Corsicaan                                                           |
| Costa Rica                                                       | Costa Rica                                                             | Costaricaans                                             | Costaricaan                                                         |
| Cuba                                                             | Cuba                                                                   | Cubaans                                                  | Cubaan                                                              |
| Nederland                                                        | Cuijk                                                                  | Cuijks                                                   | Cuijkenaar                                                          |
| Nederland                                                        | Culemborg                                                              | Culemborgs                                               | Culemborger                                                         |
| Curaçao                                                          | Curaçao                                                                | Curaçaos                                                 | Curaçaoër en Curaçaoënaar                                           |
| Cyprus                                                           | Cyprus (= Kypros/Kibris)                                               | Cyprisch en Cypriotisch                                  | Cyprioot                                                            |
| Nederland                                                        | Dalfsen                                                                | Dalfsens, ook Dalfser                                    | Dalfsenaar, Dalfser                                                 |
| Syrië                                                            | Damascus (= Dimashq)                                                   | Damasceens, ook Damascener                               | Damasceen, ook Damascener                                           |
| Qatar                                                            | Dawhah (= ad-Dawhah)                                                   | –                                                        | –                                                                   |
| België                                                           | Deerlijk                                                               | Deerlijks, ook Deerlijkaans                              | Deerlijkenaar, ook Deerlijkaan                                      |
| België                                                           | Deinze                                                                 | Deinzes, ook Deins                                       | Deinzenaar                                                          |
| Nederland                                                        | Delft                                                                  | Delfts                                                   | Delftenaar, ook Delvenaar                                           |
| Nederland                                                        | Delfzijl                                                               | Delfzijls                                                | Delfzijler                                                          |
| België                                                           | Denderleeuw                                                            | Denderleeuws                                             | Denderleeuwenaar                                                    |
| België                                                           | Dendermonde                                                            | Dendermonds                                              | Dendermondenaar                                                     |
| Nederland                                                        | Denekamp                                                               | Denekamps                                                | Denekamper                                                          |
| Denemarken                                                       | Denemarken (= Danmark)                                                 | Deens                                                    | Deen                                                                |
| Nederland                                                        | Deurne                                                                 | Deurns en Deurens                                        | Deurnenaar, Deurnaar en Deurenaar                                   |
| Nederland                                                        | Deventer                                                               | Deventers, ook Deventer                                  | Deventenaar                                                         |
| Nederland                                                        | Didam                                                                  | Didams, ook Diems                                        | Didammer                                                            |
| Nederland                                                        | Diemen                                                                 | Diemens, ook Diemer                                      | Diemenaar                                                           |
| België                                                           | Diepenbeek                                                             | Diepenbeeks                                              | Diepenbekenaar                                                      |
| Nederland                                                        | Diepenveen                                                             | Diepenveens, ook Diepenvener                             | Diepenvener                                                         |
| België                                                           | Diest                                                                  | Diesters, ook Diests                                     | Diestenaar                                                          |
| België                                                           | Dilbeek                                                                | Dilbeeks                                                 | Dilbekenaar                                                         |
| België                                                           | Dinant                                                                 | Dinants, ook Dinanter                                    | Dinantenaar, ook Dinantees                                          |
| Djibouti                                                         | Djibouti                                                               | Djiboutiaans                                             | Djiboutiaan                                                         |
| Nederland                                                        | Doesburg                                                               | Doesburgs, ook Doesburger                                | Doesburger                                                          |
| Nederland                                                        | Doetinchem                                                             | Doetinchems                                              | Doetinchemmer                                                       |
| Nederland                                                        | Dokkum                                                                 | Dokkums, ook Dokkumer                                    | Dokkumer                                                            |
| Italië                                                           | Dolomieten (= Dolomiti)                                                | Dolomiets                                                | Dolomieter                                                          |
| Dominica                                                         | Dominica                                                               | Dominicaans                                              | Dominicaan                                                          |
| Dominicaanse Republiek                                           | Dominicaanse Republiek (= República Dominicana)                        | Dominicaans                                              | Dominicaan                                                          |
| Nederland                                                        | Dongen                                                                 | Dongens                                                  | Dongenaar                                                           |
| Nederland                                                        | Doorn                                                                  | Doorns                                                   | Doornaar en Dorenaar                                                |
| België                                                           | Doornik (= Tournai)                                                    | Doorniks                                                 | Doornikenaar                                                        |
| Nederland                                                        | Dordrecht, ook Dordt                                                   | Dordrechts, ook Dordts                                   | Dordrechtenaar, ook Dordtenaar                                      |
| Nederland                                                        | Drachten                                                               | Drachtens, ook Drachter, ook Drachtster                  | –                                                                   |
| Nederland                                                        | Drent(h)e                                                              | Drents                                                   | Drent, ook Drentenaar                                               |
| Nederland                                                        | Driebergen                                                             | Driebergs                                                | Driebergenaar                                                       |
| België                                                           | Drongen                                                                | Drongens                                                 | Drongenaar                                                          |
| Nederland                                                        | Dronten                                                                | Drontens, ook Dronter                                    | Drontenaar                                                          |
| Nederland                                                        | Drunen                                                                 | Drunens                                                  | –                                                                   |
| Nederland                                                        | Druten                                                                 | Drutens                                                  | Drutenaar                                                           |
| Ierland                                                          | Dublin (= Baile Átha Cliath)                                           | Dublins                                                  | Dublinner                                                           |
| België                                                           | Duffel                                                                 | Duffels                                                  | Duffelaar                                                           |
| Nederland                                                        | Duindorp                                                               | Duindorps                                                | Duindorper                                                          |
| Frankrijk                                                        | Duinkerke(n) (= Dunkerque)                                             | Duinkerk(en)s, ook Duinkerker                            | Duinkerkenaar                                                       |
| Duitsland                                                        | Duitsland (= Deutschland)                                              | Duits                                                    | Duitser. Mof.                                                       |
| Nederland                                                        | Duiveland                                                              | Duivelands                                               | Duivelander                                                         |
| Nederland                                                        | Duiven                                                                 | Duivens                                                  | –                                                                   |
| Tadzjikistan                                                     | Dusjanbe (= Dusanbe)                                                   | –                                                        | –                                                                   |
| Nederland                                                        | Echt                                                                   | Echts en Echter                                          | Echtenaar                                                           |
| Ecuador                                                          | Ecuador                                                                | Ecuadoraans                                              | Ecuadoraan                                                          |
| Nederland                                                        | Edam                                                                   | Edams, ook Edammer                                       | Edammer                                                             |
| Nederland                                                        | Ede                                                                    | Edes, ook Eder                                           | Edenaar                                                             |
| België                                                           | Edegem                                                                 | Edegems                                                  | Edegemmenaar                                                        |
| België                                                           | Eeklo                                                                  | Eekloos                                                  | Eeklonaar                                                           |
| Nederland                                                        | Eersel                                                                 | Eersels                                                  | Eerselaar                                                           |
| Nederland                                                        | Egmond                                                                 | Egmonds, ook Egmonder                                    | Egmonder                                                            |
| Egypte                                                           | Egypte (= al-Miṣr)                                                     | Egyptisch                                                | Egyptenaar                                                          |
| Nederland                                                        | Eibergen                                                               | Eibergs                                                  | Eibergenaar, Eiberger                                               |
| België                                                           | Eigenbrakel (= Braine l'Alleud)                                        | Eigenbrakels                                             | Eigenbrakelaar                                                      |
| Nederland                                                        | Eijsden                                                                | Eijsdens                                                 | Eijsdenaar                                                          |
| Nederland                                                        | Eindhoven                                                              | Eindhovens                                               | Eindhovenaar                                                        |
| België                                                           | Ekeren                                                                 | Ekers                                                    | Ekeraar                                                             |
| Nederland                                                        | Elburg                                                                 | Elburgs                                                  | Elburger                                                            |
| El Salvador                                                      | El Salvador                                                            | Salvadoraans                                             | Salvadoraan                                                         |
| België                                                           | Elsene                                                                 | Elsens                                                   | Elsenaar                                                            |
| Nederland                                                        | Elst (Gelderland en Utrecht)                                           | Elsts, ook Elster                                        | Elstenaar                                                           |
| Frankrijk                                                        | Elzas, (= Alsace)                                                      | Elzassisch, ook Elzasser                                 | Elzasser, v. Elzasserin                                             |
| Nederland                                                        | Emmen                                                                  | Emmens, ook Emmer                                        | Emmenaar, ook Emder                                                 |
| Duitsland                                                        | Emmerik (= Emmerich)                                                   | Emmeriks                                                 | Emmeriker                                                           |
| Verenigd Koninkrijk                                              | Engeland (= England) Zie ook Groot-Brittannië                          | Engels                                                   | Engelsman, mv. Engelsen                                             |
| Nederland                                                        | Enkhuizen                                                              | Enkhuizens, ook Enkhuizer                                | Enkhuizer                                                           |
| Nederland                                                        | Enschede                                                               | Enschedees                                               | Enschedeër                                                          |
| Nederland Duitsland                                              | Epe                                                                    | Epes, ook Eper                                           | Epenaar, Eper                                                       |
| Equatoriaal-Guinea                                               | Equatoriaal-Guinea (= Guinea Ecuatorial)                               | Equatoriaal-Guinees                                      | Equatoriaal-Guineeër                                                |
| België                                                           | Erembodegem                                                            | Erembodegems                                             | Erembodegemmenaar                                                   |
| Eritrea                                                          | Eritrea (= Értra)                                                      | Eritrees                                                 | Eritreeër                                                           |
| Nederland                                                        | Ermelo                                                                 | Ermeloos                                                 | Ermeloër                                                            |
| België Duitsland                                                 | Essen                                                                  | Essens                                                   | Essenaar                                                            |
| Estland                                                          | Estland (= Eesti)                                                      | Estlands De taal heet Estisch                            | Estlander en Est                                                    |
| Ethiopië                                                         | Ethiopië, zie ook Abessinië (= Ittyopiya)                              | Ethiopisch                                               | Ethiopiër                                                           |
| Nederland                                                        | Etten-Leur                                                             | –                                                        | –                                                                   |
| België                                                           | Etterbeek                                                              | Etterbeeks                                               | Etterbekenaar                                                       |
| België                                                           | Eupen                                                                  | Eupens, ook Eupener                                      | Eupenaar                                                            |
|                                                                  | Europa                                                                 | Europees, ook Europeaans                                 | Europeaan, ook Europeeër                                            |
| België                                                           | Evere                                                                  | Evers                                                    | Everaar                                                             |
| België                                                           | Evergem                                                                | Evergems                                                 | Evergemmenaar                                                       |
| Denemarken                                                       | Faeröer (= Føroyar)                                                    | Faeröers                                                 | Faeröerder                                                          |
| Verenigd Koninkrijk                                              | Falklandeilanden (= Falkland Islands)                                  | Falklandeilands                                          | Falklandeilander                                                    |
| Fiji                                                             | Fiji                                                                   | Fijisch                                                  | Fijiër                                                              |
| Filipijnen                                                       | Filipijnen                                                             | Filipijns                                                | Filipino                                                            |
| Finland                                                          | Finland (= Suomi)                                                      | Fins                                                     | Fin                                                                 |
| Nederland                                                        | Flevoland                                                              | Flevolands                                               | Flevolander                                                         |
| Italië                                                           | Florence (= Firenze)                                                   | Florentijns                                              | Florentijn                                                          |
| Nederland                                                        | Franeker (= Frjentsjer)                                                | Franekers, ook Franeker                                  | Franeker                                                            |
| Frankrijk                                                        | Frankrijk (= France)                                                   | Frans                                                    | Fransman (ook wel Fransoos), mv. Fransen; v. Française              |
| Frankrijk                                                        | Frans-Guyana (= la Guyane)                                             | Frans-Guyaans, Frans-Guyanees                            | Frans-Guyaan, Frans-Guyanees                                        |
| Nederland                                                        | Friesland (= Fryslân)                                                  | Fries                                                    | Fries, v. ook Friezin                                               |
| Gabon                                                            | Gabon                                                                  | Gabonees                                                 | Gabonees                                                            |
|                                                                  | Galicië (Centraal-Europa)                                              |                                                          |                                                                     |
| Spanje                                                           | Galicië (Spanje) (= Galiza)                                            | Galiciër                                                 | Galicisch (= Gallego)                                               |
| Gambia                                                           | Gambia (= the Gambia)                                                  | Gambiaans                                                | Gambiaan                                                            |
| België                                                           | Ganshoren                                                              | Ganshorens                                               | Ganshorenaar                                                        |
| België                                                           | Geel                                                                   | Geels                                                    | Gelenaar                                                            |
| Nederland                                                        | Gelderland                                                             | Gelders, ook Gelderlands                                 | Gelderlander, ook Geldersman, mv. Geldersen, Gelderslui             |
| Nederland                                                        | Geldermalsen                                                           | Geldermalsens                                            | –                                                                   |
| Nederland                                                        | Geldrop                                                                | Geldrops                                                 | Geldroppenaar, Geldropper                                           |
| Nederland                                                        | Geleen                                                                 | Geleens, ook Geleender, Gelener                          | Geleender, ook Gelener                                              |
| België                                                           | Gembloers (= Gembloux)                                                 | Gembloers                                                | Gembloersenaar                                                      |
| Nederland                                                        | Gemert                                                                 | Gemerts                                                  | Gemertenaar                                                         |
| Nederland                                                        | Gendringen                                                             | Gendrings, ook Gendringer                                | Gendringer                                                          |
| België                                                           | Genk                                                                   | Genkers, ook Genker, Genks                               | Genkenaar                                                           |
| Nederland                                                        | Gennep                                                                 | Genneps                                                  | Gennepenaar, Genneper                                               |
| België                                                           | Gent                                                                   | Gents                                                    | Gentenaar                                                           |
| België                                                           | Gentbrugge                                                             | Gentbrugs                                                | Gentbruggenaar                                                      |
| Italië                                                           | Genua (= Genova)                                                       | Genuees                                                  | Genuees                                                             |
| Georgië                                                          | Georgië (= Sak'art'velo)                                               | Georgisch                                                | Georgiër                                                            |
| België                                                           | Geraardsbergen                                                         | Geraardsbergs                                            | Geraardsbergenaar                                                   |
| Ghana                                                            | Ghana                                                                  | Ghanees                                                  | Ghanees                                                             |
| Gibraltar                                                        | Gibraltar                                                              | Gibraltarees                                             | Gibraltarees                                                        |
| Nederland                                                        | Gilze en Rijen                                                         | Gils/Rijens                                              | Gilzenaar/Rijenaar                                                  |
| Nederland                                                        | Goedereede (Goeree)                                                    | Goerees, verb. Goereese                                  | Goereeër                                                            |
| Nederland                                                        | Goes                                                                   | Goes                                                     | Goesenaar                                                           |
| Nederland                                                        | Goirle                                                                 | Goirles                                                  | Goirlenaar                                                          |
| Nederland                                                        | Gooi, ook Gooiland                                                     | Goois, ook Gooilands                                     | Gooier, ook Gooilander                                              |
| Nederland                                                        | Goor                                                                   | Goors                                                    | –                                                                   |
| Nederland                                                        | Gorinchem (Gorkum)                                                     | Gorinchems (Gorkums)                                     | Gorinchemer (Gorkumer)                                              |
| Nederland                                                        | Gorssel                                                                | Gorssels                                                 | Gorsselaar                                                          |
| Zweden                                                           | Gotenburg (= Göteborg)                                                 | Gotenburgs                                               | Gotenburger                                                         |
| Nederland                                                        | Gouda                                                                  | Gouds                                                    | Gouwenaar                                                           |
| Nederland                                                        | 's-Gravenhage (zie ook Den Haag)                                       | 's-Gravenhaags (Haags is gebruikelijker)                 | 's-Gravenhagenaar                                                   |
| Nederland                                                        | 's-Gravenzande                                                         | 's-Gravenzands                                           | 's-Gravenzander                                                     |
| Grenada                                                          | Grenada                                                                | Grenadaans                                               | Grenadaan                                                           |
| Griekenland                                                      | Griekenland (= Ellas)                                                  | Grieks                                                   | Griek, v. ook Griekin                                               |
| België                                                           | Grimbergen                                                             | Grimbergs                                                | Grimbergenaar                                                       |
| Denemarken                                                       | Groenland (= Grønland/Kalaallit Nunaat)                                | Groenlands                                               | Groenlander                                                         |
| Nederland                                                        | Groesbeek                                                              | Groesbeeks                                               | Groesbekenaar, Groesbeker                                           |
| Nederland                                                        | Groningen                                                              | Gronings, ook Groninger                                  | Groninger, ook Stadjer                                              |
| Verenigd Koninkrijk                                              | Groot-Brittannië                                                       | Brits                                                    | Brit                                                                |
| Frankrijk                                                        | Guadeloupe (= la Guadeloupe)                                           | Guadeloups                                               | Guadelouper                                                         |
| Guam                                                             | Guam                                                                   | Guamees                                                  | Guamees                                                             |
| Guatemala                                                        | Guatemala                                                              | Guatemalaans en Guatemalteeks                            | Guatemalaan en Guatemalteek                                         |
| Guinee                                                           | Guinee (= Guineé)                                                      | Guinees, verb. Guineese                                  | Guineeër                                                            |
| Guinee-Bissau                                                    | Guinee-Bissau (= Guiné-Bissau)                                         | Guinee-Bissaus                                           | Guinee-Bissauer                                                     |
| Guyana                                                           | Guyana                                                                 | Guyaans, Guyanees                                        | Guyaan, Guyanees                                                    |
| Nederland                                                        | Den Haag (zie ook 's-Gravenhage)                                       | Haags                                                    | Hagenaar, Hagenees                                                  |
| Nederland                                                        | Haaksbergen                                                            | Haaksbergs                                               | Haaksbergenaar, Haaksberger                                         |
| Nederland                                                        | Haarlem                                                                | Haarlems, ook Haarlemmer                                 | Haarlemmer                                                          |
| Nederland                                                        | Haarlemmermeer                                                         | Haarlemmermeers                                          | Haarlemmermeerder                                                   |
| België                                                           | Hageland                                                               | Hagelands                                                | Hagelander                                                          |
| Haïti                                                            | Haïti                                                                  | Haïtiaans                                                | Haïtiaan                                                            |
| België                                                           | Halle                                                                  | Hals                                                     | Hallenaar                                                           |
| Nederland                                                        | Halsteren                                                              | Halters                                                  | Halternaar                                                          |
| Nederland                                                        | Den Ham                                                                | Hams, ook Hammer                                         | Hammenaar, Hammer                                                   |
| Duitsland                                                        | Hamburg                                                                | Hamburgs, ook Hamburger                                  | Hamburger                                                           |
| België                                                           | Hamme                                                                  | Hams                                                     | Hammenaar                                                           |
| België                                                           | Hannuit (= Hannut)                                                     | Hannuits                                                 | Hannuitenaar                                                        |
| Vietnam                                                          | Hanoi (= Hà Nôi)                                                       | Hanois                                                   | Hanoier                                                             |
| Nederland                                                        | Hardenberg                                                             | Hardenbergs                                              | Hardenberger                                                        |
| Nederland                                                        | Harderwijk                                                             | Harderwijks, ook Harderwijker                            | Harderwijker                                                        |
| Nederland                                                        | Hardinxveld                                                            | Hardinxvelds                                             | Hardinxvelder                                                       |
| België                                                           | Harelbeke                                                              | Harelbeeks                                               | Harelbekenaar, ook Harelbekaan                                      |
| Nederland                                                        | Haren                                                                  | Harens, ook Harener, Harender                            | Harenaar                                                            |
| Nederland                                                        | Harlingen (= Harns)                                                    | Harlings, ook Harlinger                                  | Harlinger                                                           |
| België                                                           | Haspengouw (= Hesbaye)                                                 | Haspengouws                                              | Haspengouwer                                                        |
| België                                                           | Hasselt                                                                | Hasselts                                                 | Hasselaar, ook Hasseltenaar                                         |
| Nederland                                                        | Hattem                                                                 | Hattems, ook Hattemer                                    | Hattemer                                                            |
| Cuba                                                             | Havana (= La Habana)                                                   | Havanees                                                 | Havanees                                                            |
| Nederland                                                        | Hazerswoude                                                            | Hazerswouds                                              | Hazerswoudenaar                                                     |
| Verenigd Koninkrijk                                              | Hebriden (= the Hebrides)                                              | Hebridiaans                                              | Hebridiaan                                                          |
| Nederland                                                        | Heemskerk                                                              | Heemskerks, ook Heemskerker                              | Heemskerker                                                         |
| Nederland                                                        | Heemstede                                                              | Heemsteeds, ook Heemsteder                               | Heemstedenaar, Heemsteder                                           |
| Nederland                                                        | Heerde                                                                 | Heerds, ook Heerder                                      | Heerdenaar, Heerder                                                 |
| Nederland                                                        | Heerenveen (= It Hearrenfean)                                          | Heerenveens, ook Heerenvener                             | Heerenvener                                                         |
| Nederland                                                        | Heerhugowaard                                                          | Heerhugowaards                                           | Heerhugowaarder                                                     |
| Nederland                                                        | Heerlen                                                                | Heerlens, ook Heerler                                    | Heerlenaar                                                          |
| Nederland                                                        | Heiloo                                                                 | Heiloos, ook Heilooër                                    | Heilooënaar, Heilooër                                               |
| België                                                           | Heist-op-den-Berg                                                      | Heists                                                   | Heistenaar                                                          |
| Nederland                                                        | Helden                                                                 | Heldens                                                  | Heldenaar                                                           |
| Nederland                                                        | Den Helder                                                             | Helders                                                  | Heldernaar                                                          |
| Nederland                                                        | Hellendoorn                                                            | Hellendoorns                                             | Hellendoornaar, Hellendoorner en Hellendorenaar, Heldersen          |
| Nederland                                                        | Hellevoetsluis                                                         | Hellevoetsluis                                           | Helvoeter                                                           |
| Nederland                                                        | Helmond                                                                | Helmonds                                                 | Helmondenaar, Helmonder en Helmonter                                |
| Finland                                                          | Helsinki (Zweeds: Helsingfors)                                         | Helsinkisch                                              | Helsinkiër, ook Helsinkienaar                                       |
| België                                                           | Hemiksem                                                               | Hemiksems                                                | Hemiksemmenaar                                                      |
| Nederland                                                        | Hendrik-Ido-Ambacht                                                    | –                                                        | Ambachter                                                           |
| België                                                           | Henegouwen (= Hainaut)                                                 | Henegouws                                                | Henegouwer                                                          |
| Nederland                                                        | Hengelo (Overijssel en Gelderland)                                     | Hengeloos                                                | Hengeloër                                                           |
| België                                                           | Herent                                                                 | Herents                                                  | Herentenaar                                                         |
| België                                                           | Herentals                                                              | Herentals                                                | Herentalsenaar                                                      |
| Nederland                                                        | 's-Hertogenbosch (ook: Den Bosch)                                      | Bosch                                                    | Bosschenaar                                                         |
| Nederland                                                        | Heumen                                                                 | Heumens                                                  | Heumenaar                                                           |
| Nederland                                                        | Heusden                                                                | Heusdens                                                 | Heusdenaar                                                          |
| België                                                           | Heverlee                                                               | Heverlees, verb. Heverleese                              | Heverleeënaar                                                       |
| Nederland                                                        | Hillegom                                                               | Hillegoms, ook Hillegommer                               | Hillegommer                                                         |
| Nederland                                                        | Hilversum                                                              | Hilversums, ook Hilversummer                             | Hilversummer                                                        |
| Bhutan China India Nepal Pakistan                                | Himalaya (= Himalaya Shan)                                             | Himalayaans                                              | Himalayaan                                                          |
| België                                                           | Hoboken                                                                | Hobokens                                                 | Hobokenaar                                                          |
| België                                                           | Hoei (= Huy)                                                           | Hoeis                                                    | Hoeienaar                                                           |
| Nederland                                                        | Hoensbroek                                                             | Hoensbroeks                                              | Hoensbroeker                                                        |
| Nederland                                                        | Holland                                                                | Hollands                                                 | Hollander                                                           |
| Honduras                                                         | Honduras                                                               | Hondurees                                                | Hondurees                                                           |
| Hongarije                                                        | Hongarije (= Magyarország)                                             | Hongaars                                                 | Hongaar, soms ook wel Magyaar                                       |
| China                                                            | Hongkong (= Xianggang)                                                 | Hongkongs                                                | Hongkonger                                                          |
| Nederland                                                        | Hoogeveen                                                              | Hoogeveens, ook Hogevener                                | Hoogevener                                                          |
| Nederland                                                        | Hoogezand                                                              | Hoogezands, ook Hoogezandster                            | Hoogezander, ook Hoogezandster                                      |
| Nederland                                                        | Hoorn                                                                  | Hoorns                                                   | Horenaar                                                            |
| Nederland                                                        | Horst                                                                  | Horster                                                  | Horstenaar                                                          |
| België                                                           | Houthalen                                                              | Houthalens                                               | Houthalenaar                                                        |
| Nederland                                                        | Huissen                                                                | Huissens                                                 | Huissenaar                                                          |
| Nederland                                                        | Huizen                                                                 | Huizers, ook Huizer                                      | Huizer                                                              |
| Nederland                                                        | Hulst                                                                  | Hulsts, ook Hulster(s)                                   | Hulstenaar                                                          |
| Andorra Spanje Frankrijk Gibraltar Portugal                      | Iberië                                                                 | Iberisch                                                 | Iberiër                                                             |
| België                                                           | Ieper                                                                  | Iepers                                                   | Ieperaar, ook Ieperling                                             |
| Ierland                                                          | Ierland (= Ireland/Éire)                                               | Iers                                                     | Ier                                                                 |
| Nederland                                                        | IJmuiden                                                               | IJmuidens                                                | IJmuidenaar                                                         |
| IJsland                                                          | IJsland (= Ísland)                                                     | IJslands                                                 | IJslander                                                           |
| Nederland                                                        | IJsselmuiden                                                           | IJsselmuidens                                            | IJsselmuidenaar, IJsselmuider                                       |
| Nederland                                                        | IJsselstein                                                            | IJsselsteins, ook IJsselsteiner                          | IJsselsteiner                                                       |
| India                                                            | India (= Bhārat)                                                       | Indiaas, ook Indisch                                     | Indiër                                                              |
| Indonesië                                                        | Indonesië (= Indonesia)                                                | Indonesisch de taal heet Bahasa Indonesia                | Indonesiër                                                          |
| België                                                           | Ingelmunster                                                           | Ingelmunsters                                            | Ingelmunsteraar, Ingelmunstenaar                                    |
| Irak                                                             | Irak (= al-`Irāq)                                                      | Iraaks (zelden: Irakees)                                 | Irakees, ook Iraki                                                  |
| Iran                                                             | (= `Irān)                                                              | Iraans (zelden: Iranees) De taal heet Farsi              | Iraniër                                                             |
| Pakistan                                                         | Islamabad (= Islāmabād)                                                | –                                                        | –                                                                   |
| Israël                                                           | Israël (tegenwoordig) (= Yisra'el)                                     | Israëlisch                                               | Israëliër, ook Israëli                                              |
|                                                                  | Israël (in de oudheid)                                                 | Israëlitisch                                             | Israëliet                                                           |
| Italië                                                           | Italië (= Italia)                                                      | Italiaans                                                | Italiaan                                                            |
| Ivoorkust                                                        | Ivoorkust (= Côte d'Ivoire)                                            | Ivoriaans                                                | Ivoriaan                                                            |
| België                                                           | Izegem                                                                 | Izegems                                                  | Izegemmenaar                                                        |
| Indonesië                                                        | Jakarta                                                                | Jakartaans en Jakartaas                                  | Jakartaan en Jakartaër                                              |
| Jamaica                                                          | Jamaica                                                                | Jamaicaans                                               | Jamaicaan                                                           |
| Japan                                                            | Japan (= Nihon/Nippon)                                                 | Japans, ook Japannees                                    | Japanner, ook Japannees In Nederlands Indië: Jap                    |
| Indonesië                                                        | Java (= Jawa)                                                          | Javaans                                                  | Javaan                                                              |
| Jemen                                                            | Jemen (= al-Yamān)                                                     | Jemenitisch                                              | Jemeniet                                                            |
| Israël Palestina                                                 | Jeruzalem (= Yerushalayim)                                             | Jeruzalems                                               | Jeruzalemmer                                                        |
| België                                                           | Jette                                                                  | Jets                                                     | Jettenaar                                                           |
| Servië                                                           | Joegoslavië (= Jugoslavija)                                            | Joegoslavisch                                            | Joegoslaviër                                                        |
| Jordanië                                                         | Jordanië (= al-Urdun)                                                  | Jordaans                                                 | Jordaniër                                                           |
| Denemarken                                                       | Jutland (= Jylland)                                                    | Juts, ook Jutlands                                       | Jut, ook Jutlander                                                  |
| Zuid-Afrika                                                      | Kaap de Goede Hoop                                                     | Kaaps                                                    | Kapenaar                                                            |
| Zuid-Afrika                                                      | Kaapstad (= Cape Town)                                                 | Kaapstads                                                | Kaapstatter en Kapenaar                                             |
| Kaapverdië                                                       | Kaapverdië (= Cabo Verde)                                              | Kaapverdisch                                             | Kaapverdiër                                                         |
| Afghanistan                                                      | Kaboel, Kabul                                                          | Kaboels, Kabuls                                          | Kaboeler, Kabuler                                                   |
| Egypte                                                           | Kaïro (zie ook Caïro) (= al-Qāhirah)                                   | Kaïrotisch                                               | Kaïroot                                                             |
| Frankrijk                                                        | Kales (= Calais)                                                       | Kaleziaans                                               | Kaleziaan                                                           |
| België                                                           | Kalmthout                                                              | Kalmthouts                                               | Kalmthoutenaar                                                      |
| Kameroen                                                         | Kameroen (= Cameroon/Cameroun)                                         | Kameroens                                                | Kameroener                                                          |
| Nederland                                                        | Kampen                                                                 | Kampens, ook Kamper                                      | Kampenaar, ook Kamper                                               |
| Verenigd Koninkrijk                                              | Kanaaleilanden (= Channel Islands)                                     | Kanaaleilands                                            | Kanaaleilander                                                      |
| China                                                            | Kanton (= Guangzhou)                                                   | Kantonees                                                | Kantonees                                                           |
| België                                                           | Kapellen                                                               | Kapels                                                   | Kapellenaar                                                         |
| Oostenrijk                                                       | Karinthië (= Kärnten)                                                  | Karintisch                                               | Karinthiër                                                          |
| Roemenië                                                         | Karpaten                                                               | Karpatisch                                               | Karpater                                                            |
| Spanje                                                           | Kastilië (= Castilla)                                                  | Kastiliaans                                              | Kastiliaan                                                          |
| Nepal                                                            | Kathmandu (= Kātmāndu)                                                 | –                                                        | –                                                                   |
| Nederland                                                        | Katwijk                                                                | Katwijks, ook Katwijker                                  | Katwijker                                                           |
| Rusland                                                          | Kaukasus                                                               | Kaukasisch                                               | Kaukasiër                                                           |
| Kazachstan                                                       | Kazachstan (= Qazaqstan)                                               | Kazachs, Kazaks                                          | Kazach, Kazak                                                       |
| België                                                           | Kempen                                                                 | Kempens, ook Kempisch                                    | Kempenaar                                                           |
| Kenia                                                            | Kenia, Kenya                                                           | Keniaans, Kenyaans                                       | Keniaan, Kenyaan                                                    |
| Nederland                                                        | Kerkrade                                                               | Kerkraads                                                | Kerkradenaar                                                        |
| België                                                           | Kessel-Lo                                                              | Kessels                                                  | Kesselaar                                                           |
| Duitsland                                                        | Keulen (= Köln)                                                        | Keuls                                                    | Keulenaar                                                           |
| Soedan                                                           | Khartoem (= al-Khurtūm)                                                | Khartoems                                                | Khartoemer                                                          |
| Congo-Kinshasa                                                   | Kinshasa                                                               | Kinshasaas                                               | Kinshasaan                                                          |
| Kirgizië                                                         | Kirgizië, ook Kirgizstan (= Kyrgyzstan)                                | Kirgizisch                                               | Kirgies                                                             |
| Kiribati                                                         | Kiribati                                                               | Kiribatisch                                              | Kiribatiër                                                          |
| Duitsland                                                        | Kleef (= Kleve)                                                        | Kleefs, ook Klever                                       | Klevenaar                                                           |
| België                                                           | Knokke                                                                 | Knoks                                                    | Knokkenaar                                                          |
| België                                                           | Koekelberg                                                             | Koekelbergs                                              | Koekelbergenaar                                                     |
| Turkije Syrië Irak Iran                                          | Koerdistan                                                             | Koerdisch                                                | Koerd                                                               |
| België                                                           | Koersel                                                                | Koersels                                                 | Koerselaar                                                          |
| Koeweit                                                          | Koeweit (= al-Kuwayt)                                                  | Koeweits                                                 | Koeweiter, ook Koeweiti                                             |
| België                                                           | Komen (= Comines)                                                      | Komens                                                   | Komenaar                                                            |
| België                                                           | Kontich                                                                | Kontichs                                                 | Kontichenaar                                                        |
| Denemarken                                                       | Kopenhagen (= København)                                               | Kopenhaags                                               | Kopenhagenaar                                                       |
| Noord-Korea Zuid-Korea                                           | Korea                                                                  | Koreaans                                                 | Koreaan                                                             |
| Griekenland                                                      | Korinthe (= Korinthos)                                                 | Korinthisch                                              | Korinthiër                                                          |
| België                                                           | Kortrijk                                                               | Kortrijks                                                | Kortrijkenaar, ook Kortrijkzaan                                     |
| Kosovo                                                           | Kosovo                                                                 | Kosovaars                                                | Kosovaar                                                            |
| België                                                           | Kraainem                                                               | Kraainems                                                | Kraainemmenaar                                                      |
| Griekenland                                                      | Kreta (= Kriti)                                                        | Kretenzisch, ook Kretenzer                               | Kretenzer, mv. ook Kretenzen                                        |
| Oekraïne                                                         | Krim (= Krym)                                                          | Krims                                                    | Krimmer                                                             |
| Nederland                                                        | Krimpen aan den IJssel                                                 | Krimpens, ook Krimpener                                  | Krimpenaar                                                          |
| Kroatië                                                          | Kroatië (= Hrvatska)                                                   | Kroatisch                                                | Kroaat                                                              |
| België                                                           | Kuurne                                                                 | Kuurns en Kurens                                         | Kuurnaar en Kurenaar                                                |
| Nigeria                                                          | Lagos                                                                  | Lagos                                                    | Lagosser                                                            |
| Laos                                                             | Laos                                                                   | Laotiaans                                                | Laotiaan                                                            |
| Bolivia                                                          | La Paz                                                                 | Lapaceens                                                | Lapaceen                                                            |
| Noorwegen Zweden Finland Rusland                                 | Lapland                                                                | Samisch (Laplands en Laps worden tegenwoordig afgekeurd) | Saami, Sámi                                                         |
| Nederland                                                        | Laren                                                                  | Larens, ook Laarder                                      | Laarder, Larenaar                                                   |
| België                                                           | Lebbeke                                                                | Lebbeeks                                                 | Lebbekenaar                                                         |
| België                                                           | Lede                                                                   | Ledes, ook Leeds                                         | Ledenaar                                                            |
| Nederland                                                        | Leek                                                                   | Leeks en Leker, ook Leekster                             | Leker, ook Leekster                                                 |
| Nederland                                                        | Leerdam                                                                | Leerdams, ook Leerdammer                                 | Leerdammer                                                          |
| Nederland                                                        | Leeuwarden (= Ljouwert)                                                | Leeuwardens, ook Leeuwarder                              | Leeuwarder                                                          |
| Nederland                                                        | Leiden                                                                 | Leids                                                    | Leidenaar                                                           |
| Nederland                                                        | Leiderdorp                                                             | Leiderdorps                                              | Leiderdorper                                                        |
| Nederland                                                        | Leidschendam                                                           | Leidschendams                                            | Leidschendammer                                                     |
| Nederland                                                        | Lelystad                                                               | Lelystads                                                | Lelystedeling (lokaal gebruikelijk), Lelystatter, v. ook Lelystadse |
| Lesotho                                                          | Lesotho                                                                | Lesothaans                                               | Lesothaan                                                           |
| België                                                           | Lessen (= Lessines)                                                    | Lessens                                                  | Lessenaar                                                           |
| Letland                                                          | Letland (= Latvija)                                                    | Letlands                                                 | Let, ook Letlander                                                  |
| Nederland                                                        | Leusden                                                                | Leusdens, ook Leusder                                    | Leusdenaar                                                          |
| België                                                           | Leuven                                                                 | Leuvens                                                  | Leuvenaar                                                           |
| Israël Jordanië Libanon Palestina Syrië Turkije                  | Levant                                                                 | Levantijns                                               | Levantijn                                                           |
| Libanon                                                          | Libanon (= Lubnān)                                                     | Libanees                                                 | Libanees                                                            |
| Liberia                                                          | Liberia                                                                | Liberiaans                                               | Liberiaan                                                           |
| Libië                                                            | Libië (= Libīya)                                                       | Libisch                                                  | Libiër                                                              |
| Gabon                                                            | Libreville                                                             | Librevils                                                | Libreviller                                                         |
| Nederland                                                        | Lichtenvoorde                                                          | Lichtenvoords                                            | Lichtenvoorder                                                      |
| Liechtenstein                                                    | Liechtenstein                                                          | Liechtensteins                                           | Liechtensteiner                                                     |
| België                                                           | Liedekerke                                                             | Liedekerks                                               | Liedekerkenaar                                                      |
| Nederland                                                        | Liemers                                                                | Liemers                                                  | Liemeriaan, Liemerse                                                |
| België                                                           | Lier                                                                   | Liers                                                    | Lierenaar                                                           |
| Italië                                                           | Ligurië (= Liguria)                                                    | Ligurisch                                                | Liguriër                                                            |
| Peru                                                             | Lima                                                                   | Limaas, ook Limeens                                      | Limaër, ook Limeen                                                  |
| Nederland België                                                 | Limburg                                                                | Limburgs                                                 | Limburger                                                           |
| Portugal                                                         | Lissabon (= Lisboa)                                                    | Lissabons                                                | Lissabonner                                                         |
| Nederland                                                        | Lisse                                                                  | Lisses, ook Lisser                                       | Lissenaar, Lisser                                                   |
| Litouwen                                                         | Litouwen (= Lietuva)                                                   | Litouws                                                  | Litouwer                                                            |
| Nederland                                                        | Lochem                                                                 | Lochems, ook Lochemer                                    | Lochemer                                                            |
| België                                                           | Lokeren                                                                | Lokers                                                   | Lokeraar                                                            |
| Italië                                                           | Lombardije (= Lombardia)                                               | Lombardijs, ook Lombardisch                              | Lombard, ook Lombardijer, Lombardiër                                |
| België                                                           | Lommel                                                                 | Lommels                                                  | Lommelaar                                                           |
| Verenigd Koninkrijk                                              | Londen (= London)                                                      | Londens                                                  | Londenaar                                                           |
| België                                                           | Londerzeel                                                             | Londerzeels                                              | Londerzelenaar                                                      |
| Nederland                                                        | Loon op Zand                                                           | Loons                                                    | Lonenaar                                                            |
| Nederland                                                        | Losser                                                                 | Lossers                                                  | Lossernaar en Lossenaar                                             |
| Frankrijk                                                        | Lotharingen (= Lorraine)                                               | Lotharings                                               | Lotharinger                                                         |
| Angola                                                           | Luanda                                                                 | Luandees                                                 | Luandees                                                            |
| België                                                           | Luik (= Liège)                                                         | Luiks, ook Luiker                                        | Luikenaar                                                           |
| België Luxemburg                                                 | Luxemburg (= Luxembourg)                                               | Luxemburgs                                               | Luxemburger                                                         |
| Nederland                                                        | Maarssen                                                               | Maarssens                                                | Maarssenaar                                                         |
| België                                                           | Maasbree                                                               | Maasbrees, verb. Maasbreese                              | –                                                                   |
| Nederland                                                        | Maassluis                                                              | Maassluis                                                | Maassluizenaar, Maassluizer                                         |
| Nederland                                                        | Maastricht                                                             | Maastrichts, ook Maastrichter                            | Maastrichtenaar                                                     |
| Spanje Portugal Kaapverdië                                       | Macaronesië                                                            | Macaronesisch                                            | Macaronesiër                                                        |
| China                                                            | Macau                                                                  | Macaus                                                   | Macauer                                                             |
| Noord-Macedonië                                                  | Macedonië (= Makedonija)                                               | Macedonisch                                              | Macedoniër                                                          |
| Madagaskar                                                       | Madagaskar (= Madagasikara)                                            | Malagassisch                                             | Malagassiër                                                         |
| Spanje                                                           | Madrid                                                                 | Madrileens, ook Madrids                                  | Madrileen                                                           |
| Algerije Libië Marokko Mauritanië Tunesië Westelijke Sahara/SADR | Maghreb                                                                | Maghrebijns                                              | Maghrebijn                                                          |
| Malawi                                                           | Malawi                                                                 | Malawisch                                                | Malawiër                                                            |
| België                                                           | Maldegem                                                               | Maldegems                                                | Maldegemmenaar                                                      |
| Malediven                                                        | Malediven (= Dhivehi Rajjge)                                           | Maldivisch                                               | Maldiviër                                                           |
| Malediven                                                        | Malé (= Male)                                                          | –                                                        | –                                                                   |
| Maleisië                                                         | Maleisië (= Malaysia)                                                  | Maleisisch                                               | Maleisiër                                                           |
| Mali                                                             | Mali                                                                   | Malinees                                                 | Malinees                                                            |
| Malta                                                            | Malta                                                                  | Maltees en Maltezer                                      | Maltees en Maltezer                                                 |
| Bahrein                                                          | Manamah (= al-Manāmah)                                                 | –                                                        | –                                                                   |
| Filipijnen                                                       | Manilla (= Manila)                                                     | Manilleens                                               | Manilleen                                                           |
| China Rusland                                                    | Mantsjoerije (= Manzhou)                                               | Mantsjoerijs, ook Mantsjoes                              | Mantsjoerijer, ook Mantsjoe                                         |
| Nederland                                                        | Margraten                                                              | Margratens                                               | Margratenaar                                                        |
| Nederland                                                        | Marken                                                                 | Marker                                                   | Marker                                                              |
| Marokko                                                          | Marokko (= al-Maghrib)                                                 | Marokkaans                                               | Marokkaan                                                           |
| Marshalleilanden                                                 | Marshalleilanden (= Marshall Islands)                                  | Marshalleilands                                          | Marshalleilander                                                    |
| Martinique                                                       | Martinique (= la Martinique)                                           | Martinikaans                                             | Martinikaan                                                         |
| Mauritanië                                                       | Mauritanië (= Mūrītānīyah)                                             | Mauritaans                                               | Mauritaniër                                                         |
| Mauritius                                                        | Mauritius                                                              | Mauritiaans                                              | Mauritiaan                                                          |
| België                                                           | Mechelen                                                               | Mechels                                                  | Mechelaar                                                           |
| Nederland                                                        | Meerssen                                                               | Meerssens                                                | Meerssenaar                                                         |
| België                                                           | Meetjesland                                                            | Meetjeslands                                             | Meetjeslander                                                       |
| Saoedi-Arabië                                                    | Mekka (= al-Makkah)                                                    | Mekkaans, ook Mekkitisch                                 | Mekkaan, ook Mekkiet                                                |
|                                                                  | Melanesië (= Melanesia)                                                | Melanesisch                                              | Melanesiër                                                          |
| België                                                           | Menen                                                                  | Meens                                                    | Menenaar                                                            |
| Nederland                                                        | Meppel                                                                 | Meppels, ook Meppeler                                    | Meppelaar, Meppeler, ook Meppelder                                  |
| België                                                           | Merelbeke                                                              | Merelbeeks                                               | Merelbekenaar                                                       |
| België                                                           | Merksem                                                                | Merksems                                                 | Merksemmenaar                                                       |
| België                                                           | Meulebeke                                                              | Meulebeeks                                               | Meulebekenaar                                                       |
| Mexico                                                           | Mexico (= México)                                                      | Mexicaans                                                | Mexicaan                                                            |
| Micronesië                                                       | Micronesia/Micronesië                                                  | Micronesisch                                             | Micronesiër                                                         |
| Nederland                                                        | Middelburg                                                             | Middelburgs                                              | Middelburger                                                        |
| Nederland                                                        | Middelharnis                                                           | –                                                        | –                                                                   |
| Nederland                                                        | Mijdrecht                                                              | Mijdrechts                                               | Mijdrechter                                                         |
| Italië                                                           | Milaan (= Milano)                                                      | Milanees                                                 | Milanees                                                            |
| België                                                           | Moeskroen (= Mouscron)                                                 | Moeskroens                                               | Moeskroenenaar                                                      |
| Somalië                                                          | Mogadishu (= Muqdisho)                                                 | –                                                        | –                                                                   |
| België                                                           | Mol                                                                    | Mols                                                     | Mollenaar                                                           |
| Moldavië                                                         | Moldavië (= Moldova)                                                   | Moldavisch                                               | Moldaviër                                                           |
| Indonesië                                                        | Molukken (= Maluku)                                                    | Moluks                                                   | Molukker                                                            |
| Monaco                                                           | Monaco                                                                 | Monegaskisch                                             | Monegask                                                            |
| Mongolië                                                         | Mongolië (= Mongol)                                                    | Mongolisch en Mongools                                   | Mongoliër en Mongool                                                |
| Liberia                                                          | Monrovia                                                               | Monroviaans                                              | Monroviaan                                                          |
| Nederland                                                        | Monster                                                                | Monsters                                                 | Monsteraar                                                          |
| Montenegro                                                       | Montenegro (= Crna Gora)                                               | Montenegrijns                                            | Montenegrijn                                                        |
| Uruguay                                                          | Montevideo                                                             | Montevideaans                                            | Montevideaan                                                        |
| Montserrat                                                       | Montserrat                                                             | Montserrataans                                           | Montserrataan                                                       |
| Tsjechië                                                         | Moravië (= Morava)                                                     | Moravisch                                                | Moraviër                                                            |
| België                                                           | Mortsel                                                                | Mortsels                                                 | Mortselaar                                                          |
| Rusland                                                          | Moskou (= Moskva)                                                      | Moskovitisch Moskovisch                                  | Moskoviet                                                           |
| Mozambique                                                       | Mozambique (= Moçambique)                                              | Mozambikaans                                             | Mozambikaan                                                         |
| Duitsland                                                        | Munster (= Münster)                                                    | Munsters                                                 | Munsteraar                                                          |
| Myanmar                                                          | Myanmar                                                                | Myanmarees                                               | Myanmarees                                                          |
| Nederland                                                        | Naaldwijk                                                              | Naaldwijks, ook Naaldwijker                              | Naaldwijker                                                         |
| Nederland                                                        | Naarden                                                                | Naardens, ook Naarder                                    | Naardenaar, Naardenees                                              |
| Kenia                                                            | Nairobi                                                                | Nairobisch                                               | –                                                                   |
| België                                                           | Namen (= Namur)                                                        | Naams                                                    | Namenaar                                                            |
| Namibië                                                          | Namibië (= Namibia)                                                    | Namibisch                                                | Namibiër                                                            |
| China                                                            | Nanking (= Nanjing)                                                    | Nankings                                                 | Nankinger                                                           |
| Italië                                                           | Napels (= Napoli)                                                      | Napolitaans                                              | Napolitaan                                                          |
| Bahama's                                                         | Nassau                                                                 | Nassaus                                                  | Nassauer                                                            |
| Nauru                                                            | Nauru                                                                  | Nauruaans                                                | Nauruaan                                                            |
| Nederland                                                        | Nederland                                                              | Nederlands                                               | Nederlander                                                         |
| Nederland                                                        | Nederlandse Antillen                                                   | Nederlands-Antilliaans                                   | Nederlands-Antilliaan                                               |
| Nederland                                                        | Nederweert                                                             | Nederweerts, ook Nederweerter                            | Nederweerter                                                        |
| Nederland                                                        | Neede                                                                  | Needs                                                    | Needenaar                                                           |
| Nederland                                                        | Neerijnen                                                              | Neerijnens                                               | –                                                                   |
| Nepal                                                            | Nepal (= Nepāl)                                                        | Nepalees                                                 | Nepalees                                                            |
| Duitsland                                                        | Neurenberg (= Nürnberg)                                                | Neurenbergs, ook Neurenberger                            | Neurenberger                                                        |
| India                                                            | New Delhi (= Nī Dillī)                                                 | New-Delhisch                                             | New-Delhiër                                                         |
| Nicaragua                                                        | Nicaragua                                                              | Nicaraguaans                                             | Nicaraguaan                                                         |
| Cyprus                                                           | Nicosia (= Lefkosia/Lefkas)                                            | –                                                        | –                                                                   |
| Nieuw-Caledonië                                                  | Nieuw-Caledonië (= la Nouvelle-Calédonie)                              | Nieuw-Caledonisch                                        | Nieuw-Caledoniër                                                    |
| Nederland                                                        | Nieuwegein                                                             | Nieuwegeins                                              | Nieuwegeiner                                                        |
| Nederland                                                        | Nieuwerkerk aan den IJssel                                             | Nieuwerkerks                                             | Nieuwerkerker                                                       |
| Nieuw-Zeeland                                                    | Nieuw-Zeeland (= New Zealand)                                          | Nieuw-Zeelands                                           | Nieuw-Zeelander                                                     |
| Niger                                                            | Niger                                                                  | Nigerees                                                 | Nigerees                                                            |
| Nigeria                                                          | Nigeria                                                                | Nigeriaans                                               | Nigeriaan                                                           |
| Nederland                                                        | Nijkerk                                                                | Nijkerks, ook Nijkerker                                  | Nijkerker                                                           |
| België                                                           | Nijlen                                                                 | Nijlens                                                  | Nijlenaar                                                           |
| Nederland                                                        | Nijmegen                                                               | Nijmeegs                                                 | Nijmegenaar                                                         |
| België                                                           | Nijvel (= Nivelles)                                                    | Nijvels                                                  | Nijvelaar                                                           |
| België                                                           | Ninove                                                                 | Ninoofs                                                  | Ninovenaar, ook Ninovieter                                          |
| Nederland                                                        | Noord-Beveland                                                         | Noord-Bevelands, ook Noord-Bevelander                    | Noord-Bevelander                                                    |
| Noordelijke Marianen                                             | Noordelijke Marianen (= Northern Mariana Islands)                      | Mariaans                                                 | Mariaan                                                             |
| Verenigd Koninkrijk                                              | Noord-Ierland                                                          | Noord-Iers                                               | Noord-Ier                                                           |
| Noord-Korea                                                      | Noord-Korea                                                            | Noord-Koreaans                                           | Noord-Koreaan                                                       |
| Noord-Macedonië                                                  | Noord-Macedonië (= Северна Македонија)                                 | Macedonisch                                              | Macedoniër                                                          |
| Nederland                                                        | Noordoostpolder                                                        | Noordoostpolders                                         | –                                                                   |
| Nederland                                                        | Noordwijk                                                              | Noordwijks, ook Noordwijker                              | Noordwijker                                                         |
| Nederland                                                        | Noordwijkerhout                                                        | Noordwijkerhouts                                         | Noordwijkerhouter                                                   |
| Noorwegen                                                        | Noorwegen (= Norge)                                                    | Noors                                                    | Noor                                                                |
| Norfolk                                                          | Norfolk                                                                | Norfolkeilands                                           | Norfolkeilander                                                     |
| Frankrijk                                                        | Normandië (= Normandie)                                                | Normandisch                                              | Normandiër                                                          |
| Nederland                                                        | Nunspeet                                                               | Nunspeets                                                | Nunspeter                                                           |
| Nederland                                                        | Nuth                                                                   | Nuts                                                     | Nutter                                                              |
|                                                                  | Oceanië                                                                | Oceanisch                                                | Oceaniër                                                            |
| Nederland                                                        | Odoorn                                                                 | Odoorns en Odoorner                                      | Odoornaar en Odorenaar                                              |
| Oeganda                                                          | Oeganda (zie ook Uganda)                                               | Oegandees                                                | Oegandees                                                           |
| Nederland                                                        | Oegstgeest                                                             | Oegstgeests, ook Oegstgeester                            | Oegstgeestenaar                                                     |
| Oekraïne                                                         | Oekraïne (= Ukrajina)                                                  | Oekraïens                                                | Oekraïner                                                           |
| Rusland                                                          | Oeral (= Ural)                                                         | Oerals, ook Oeraals                                      | Oeraller                                                            |
| Oezbekistan                                                      | Oezbekistan (= Üzbekiston)                                             | Oezbeeks                                                 | Oezbeek                                                             |
| Nederland                                                        | Oirschot                                                               | Oirschots                                                | Oirschottenaar                                                      |
| Nederland                                                        | Oisterwijk                                                             | Oisterwijks                                              | Oisterwijker                                                        |
| Nederland                                                        | Oldebroek                                                              | Oldebroeks                                               | Oldebroeker                                                         |
| Nederland                                                        | Oldenzaal                                                              | Oldenzaals                                               | Oldenzaler                                                          |
| Oman                                                             | Oman (= `Umān)                                                         | Omaans                                                   | Omani                                                               |
| Nederland                                                        | Ommelanden                                                             | Ommelands, ook Ommelander                                | Ommelander                                                          |
| Nederland                                                        | Ommen                                                                  | Ommens, ook Ommer                                        | Ommenaar, Ommer                                                     |
| Nederland                                                        | Onstwedde                                                              | Onstweds, ook Onstwedder                                 | Onstwedder                                                          |
| Nederland                                                        | Oostburg                                                               | Oostburgs                                                | Oostburgenaar, Oostburger                                           |
| België                                                           | Oostende                                                               | Oostends                                                 | Oostendenaar                                                        |
| Oostenrijk                                                       | Oostenrijk (= Österreich)                                              | Oostenrijks                                              | Oostenrijker                                                        |
| Nederland                                                        | Oosterhout                                                             | Oosterhouts                                              | Oosterhouter                                                        |
| België                                                           | Oostkamp                                                               | Oostkamps                                                | Oostkampenaar                                                       |
| Oost-Timor                                                       | Oost-Timor                                                             | Oost-Timorees                                            | Oost-Timorees                                                       |
| China                                                            | Oost-Turkestan                                                         |                                                          | Oeigoer                                                             |
| Nederland                                                        | Opmeer                                                                 | Opmeers, ook Opmeerder                                   | Opmeerder                                                           |
| Nederland                                                        | Oranjestad (Sint Eustatius)                                            | Oranjestads                                              | Oranjestatter                                                       |
| Aruba                                                            | Oranjestad (Aruba)                                                     | Oranjestads                                              | Oranjestatter                                                       |
| Noorwegen                                                        | Oslo                                                                   | Osloos                                                   | Osloër                                                              |
| Nederland                                                        | Oss                                                                    | Oss                                                      | Ossenaar                                                            |
| Canada                                                           | Ottawa                                                                 | Ottawaas, Ottawaans                                      | Ottawaër, Ottawaan                                                  |
| Nederland                                                        | Oud-Beijerland                                                         | Oud-Beijerlands                                          | Oud-Beijerlander                                                    |
| België                                                           | Oudenaarde                                                             | Oudenaards                                               | Oudenaardenaar, ook Oudenaardist                                    |
| Nederland                                                        | Oudenbosch                                                             | Oudenbosch, verb. Oudenbossche                           | Oudenbosschenaar                                                    |
| België                                                           | Oudergem                                                               | Oudergems                                                | Oudergemmenaar                                                      |
| Nederland                                                        | Overflakkee                                                            | Overflakkees                                             | Overflakeeër en Flakkeeënaar                                        |
| België                                                           | Overijse                                                               | Overijses                                                | Overijsenaar                                                        |
| Nederland                                                        | Overijssel, ook Overijsel                                              | Overijssels                                              | Overijsselaar                                                       |
| België                                                           | Overmaas                                                               | Overmaas                                                 | Overmazer                                                           |
| België                                                           | Overpelt                                                               | Overpelts                                                | Overpeltenaar                                                       |
| Italië                                                           | Padua (= Padova)                                                       | Paduaans                                                 | Paduaan                                                             |
| België                                                           | Pajottenland                                                           | Pajots en Pajottenlands                                  | Pajot en Pajottenlander                                             |
| Pakistan                                                         | Pakistan (= Pākistān)                                                  | Pakistaans                                               | Pakistaan, ook Pakistani                                            |
| Palau                                                            | Palau                                                                  |                                                          | Belauer/Palauer                                                     |
| Palestina                                                        | Palestina (= al-Filastīn)                                              | Palestijns                                               | Palestijn                                                           |
| Spanje                                                           | Palma de Mallorca                                                      |                                                          | Palmesano                                                           |
| Duitsland                                                        | Palts (= Pfalz)                                                        | Paltsisch, ook Paltisch, Paltser                         | Paltser, v. ook Paltserin                                           |
| Panama                                                           | Panama (= Panamá)                                                      | Panamees                                                 | Panamees                                                            |
| Nederland                                                        | Papendrecht                                                            | Papendrechts, ook Papendrechter                          | Papendrechter                                                       |
| Papoea-Nieuw-Guinea                                              | Papoea-Nieuw-Guinea (= Papua New Guinea)                               | –                                                        | –                                                                   |
| Paraguay                                                         | Paraguay                                                               | Paraguayaans en Paraguees                                | Paraguayaan en Paraguees                                            |
| Suriname                                                         | Paramaribo                                                             | Paramariboos                                             | Paramariboër                                                        |
| Frankrijk                                                        | Parijs (= Paris)                                                       | Parijs                                                   | Parijzenaar, Parisien, v. Parisienne                                |
| Chili Argentinië                                                 | Patagonië (= Patagonia)                                                | Patagonisch                                              | Patagoniër                                                          |
| Griekenland                                                      | Patras (= Patra)                                                       | –                                                        | –                                                                   |
| Nederland                                                        | Peel                                                                   | Peels                                                    | Pelenaar                                                            |
| China                                                            | Peking (= Beijing)                                                     | Pekings en Pekinees, ook Pekingees                       | Pekinger en Pekinees, ook Pekingees                                 |
| Griekenland                                                      | Peloponnesus, Peloponnesos (= Peloponnisos)                            | Peloponnesisch                                           | Peloponnesiër                                                       |
| Peru                                                             | Peru (= Perú)                                                          | Peruaans, Peruviaans                                     | Peruaan, Peruviaan                                                  |
| Iran                                                             | Perzië (thans Iran)                                                    | Perzisch (de taal heet Farsi)                            | Pers                                                                |
| Cambodja                                                         | Phnom Penh (= Phnum-Pénh)                                              | –                                                        | –                                                                   |
| Frankrijk                                                        | Picardië (= Picardie)                                                  | Picardisch                                               | Picardiër                                                           |
| Nederland                                                        | Pijnacker                                                              | Pijnackers                                               | Pijnackeraar en Pijnackenaar                                        |
| Pitcairneilanden                                                 | Pitcairneilanden (= Pitcairn Islands)                                  | Pitcairnees                                              | Pitcairner                                                          |
| Polen                                                            | Polen (= Polska)                                                       | Pools                                                    | Pool                                                                |
|                                                                  | Polynesië                                                              | Polynesisch                                              | Polynesiër                                                          |
| Nederland                                                        | Poortugaal                                                             | Poortugaals                                              | Poortugaler                                                         |
| België                                                           | Poperinge                                                              | Poperings                                                | Poperingenaar                                                       |
| Puerto Rico                                                      | Porto Rico (zie ook Puerto Rico)                                       | Portoricaans                                             | Portoricaan                                                         |
| Portugal                                                         | Portugal                                                               | Portugees                                                | Portugees                                                           |
| Tsjechië                                                         | Praag (= Praha)                                                        | Praags, ook Prager                                       | Prager, v. ook Pragerin                                             |
| Zuid-Afrika                                                      | Pretoria                                                               | Pretoriaans                                              | Pretoriaan                                                          |
| Puerto Rico                                                      | Puerto Rico (zie ook Porto Rico)                                       | Puertoricaans (= portorricano)                           | Puertoricaan                                                        |
| Nederland                                                        | Purmerend                                                              | Purmerends, ook Purmerender                              | Purmerender                                                         |
| Nederland                                                        | Putten ((Gelderland en Zuid-Holland)                                   | Puttens                                                  | Puttenaar                                                           |
| Spanje Frankrijk                                                 | Pyreneeën                                                              | Pyrenees                                                 | Pyreneeër                                                           |
| Qatar                                                            | Qatar                                                                  | Qatarees                                                 | Qatarees                                                            |
| Ecuador                                                          | Quito                                                                  | Quitoos en Quiteens                                      | Quitoër en Quiteen                                                  |
| Nederland                                                        | Raalte                                                                 | Raalts en Raalter                                        | Raaltenaar, Raalter                                                 |
| Nederland                                                        | Raamsdonk                                                              | Raamsdonks                                               | Raamsdonkenaar                                                      |
| Marokko                                                          | Rabat (= ar-Rabāt)                                                     | –                                                        | –                                                                   |
| Myanmar                                                          | Rangoon (= Yangon)                                                     | Rangoons                                                 | Rangooner                                                           |
| Nederland                                                        | Renkum                                                                 | Renkums, ook Renkumer                                    | Renkumer                                                            |
| Frankrijk                                                        | Réunion                                                                | Réunions                                                 | –                                                                   |
| IJsland                                                          | Reykjavik (= Reykjavík)                                                | Reykjaviks                                               | Reykjaviker                                                         |
| Nederland                                                        | Rheden                                                                 | Rhedens                                                  | Rhedenaar                                                           |
| Nederland                                                        | Rhenen                                                                 | Rhenens                                                  | Rhenenaar                                                           |
| Zimbabwe                                                         | Rhodesië                                                               | Rhodesisch                                               | Rhodesiër                                                           |
| Saoedi-Arabië                                                    | Riyad (= ar-Riyād)                                                     | –                                                        | –                                                                   |
| Nederland                                                        | Ridderkerk                                                             | Ridderkerks                                              | Ridderkerker                                                        |
| Duitsland                                                        | Rijnland (= Rheinland )                                                | Rijnlands                                                | Rijnlander                                                          |
| Nederland                                                        | Rijnsburg                                                              | Rijnsburgs                                               | Rijnsburger                                                         |
| Frankrijk                                                        | Rijsel (= Lille)                                                       | Rijsels                                                  | Rijselaar, ook Rijselnaar                                           |
| Nederland                                                        | Rijssen                                                                | Rijssens                                                 | Rijssenaar, ook Rijssender                                          |
| Nederland                                                        | Rijswijk                                                               | Rijswijks                                                | Rijswijker                                                          |
| Nederland                                                        | Roden                                                                  | Rodens, ook Roder                                        | Rodener                                                             |
| Roemenië                                                         | Roemenië (= România)                                                   | Roemeens                                                 | Roemeen                                                             |
| Nederland                                                        | Roermond                                                               | Roermonds, ook Roermonder                                | Roermondenaar                                                       |
| België                                                           | Roeselare                                                              | Roeselaars                                               | Roeselarenaar                                                       |
| Italië                                                           | Rome (= Roma)                                                          | Romeins                                                  | Romein                                                              |
| België                                                           | Ronse                                                                  | Ronses                                                   | Ronsenaar                                                           |
| Nederland                                                        | Roosendaal                                                             | Roosendaals                                              | Roosendaler, ook Roosendaalder                                      |
| Nederland                                                        | Rosmalen                                                               | Rosmalens                                                | Rosmalenaar                                                         |
| Nederland                                                        | Rotterdam                                                              | Rotterdams, ook Rotterdammer                             | Rotterdammer                                                        |
| Nederland                                                        | Rozenburg                                                              | Rozenburgs                                               | Rozenburger                                                         |
| Nederland                                                        | Rucphen                                                                | Rucphens                                                 | Rucphenaar                                                          |
| België                                                           | Rumbeke                                                                | Rumbeeks                                                 | Rumbekenaar                                                         |
| Rusland                                                          | Rusland (= Rossija)                                                    | Russisch                                                 | Rus, v. ook Russin                                                  |
| Rwanda                                                           | Rwanda                                                                 | Rwandees                                                 | Rwandees                                                            |
| Saint Kitts en Nevis                                             | Saint Kitts en Nevis (= Saint Kitts and Nevis)                         | –                                                        | –                                                                   |
| Saint Lucia                                                      | Saint Lucia                                                            | Saint-Luciaans                                           | Saint-Luciaan                                                       |
| Saint-Pierre en Miquelon                                         | Saint-Pierre (en Miquelon) (= Saint-Pierre (-et-Miquelon))             | –                                                        | –                                                                   |
| Saint Vincent en de Grenadines                                   | Saint Vincent en de Grenadines (= Saint Vincent and the Grenadines)    | –                                                        | –                                                                   |
| Duitsland                                                        | Saksen (= Sachsen)                                                     | Saksisch                                                 | Saks, ook Sakser                                                    |
| Nederland                                                        | Salland                                                                | Sallands                                                 | Sallander                                                           |
| Salomonseilanden                                                 | Salomonseilanden (= Solomon Islands)                                   | –                                                        | –                                                                   |
| Jemen                                                            | Sanaa (= as-Sana`ā)                                                    | –                                                        | –                                                                   |
| San Marino                                                       | San Marino                                                             | Sanmarinees                                              | Sanmarinees                                                         |
|                                                                  | Santiago                                                               | Santiagoos                                               | Santiagoër                                                          |
| Chili                                                            | Santiago de Chile                                                      | Santiagoos                                               | santiaguino                                                         |
| Spanje                                                           | Santiago de Compostela                                                 | Santiagoos                                               | santiagués                                                          |
| Cuba                                                             | Santiago                                                               | Santiagoos                                               | santiaguero                                                         |
| Argentinië                                                       | Santiago del Estero                                                    | Santiagoos                                               | santiagueño                                                         |
| Sao Tomé en Principe                                             | Sao Tomé en Principe (= Sūo Tomée e Principe)                          | Santomees                                                | Santomees                                                           |
| Saoedi-Arabië                                                    | Saoedi-Arabië (ook: Saudi-Arabië) (= al-`Arabiyyah as-Sa`ūdiyyah)      | Saoedi-Arabisch en Saoedisch                             | Saoediër en Saoedi                                                  |
| Nederland                                                        | Sappemeer                                                              | Sappemeers, ook Sappemeerder                             | Sappemeerder                                                        |
| Italië                                                           | Sardinië (= Sardegna)                                                  | Sardinisch, ook Sardisch                                 | Sardiniër, ook Sard                                                 |
| Nederland                                                        | Sassenheim                                                             | Sassenheims                                              | Sassenheimer                                                        |
| Noorwegen Zweden                                                 | Scandinavië                                                            | Scandinavisch, ook Scandinaafs                           | Scandinaviër, ook Scandinaaf                                        |
| België                                                           | Schaarbeek                                                             | Schaarbeeks                                              | Schaarbekenaar                                                      |
| Nederland                                                        | Schaesberg                                                             | Schaesbergs                                              | Schaesberger                                                        |
| Nederland                                                        | Schagen                                                                | Schagens, ook Schager                                    | Schagenees, Schagernees, Schagenaar, Schager                        |
| Nederland                                                        | Scheveningen                                                           | Schevenings                                              | Scheveninger                                                        |
| Nederland                                                        | Schiedam                                                               | Schiedams, ook Schiedammer                               | Schiedammer                                                         |
| Nederland                                                        | Schiermonnikoog (= Skiermuntseach)                                     | Schiermonnikoogs                                         | Schiermonnikoger                                                    |
| Nederland                                                        | Schijndel                                                              | Schijndels                                               | Schijndelaar                                                        |
| België                                                           | Schilde                                                                | Schildes                                                 | Schildenaar                                                         |
| Nederland                                                        | Schinnen                                                               | Schins                                                   | –                                                                   |
| Nederland                                                        | Schoonhoven                                                            | Schoonhovens                                             | Schoonhovenaar                                                      |
| Nederland                                                        | Schoten                                                                | Schotens                                                 | Schotenaar                                                          |
| Verenigd Koninkrijk                                              | Schotland (= Scotland)                                                 | Schots                                                   | Schot                                                               |
| Nederland                                                        | Schouwen                                                               | Schouws                                                  | Schouwenaar                                                         |
| Denemarken                                                       | Seeland (= Sjaelland)                                                  | Seelands                                                 | Seelander                                                           |
| Senegal                                                          | Senegal (= Sénégal)                                                    | Senegalees                                               | Senegalees                                                          |
| Zuid-Korea                                                       | Seoel, Seoul                                                           | Seoels, Seouls                                           | Seoeler, Seouler                                                    |
| Servië                                                           | Servië (= Srbija)                                                      | Servisch                                                 | Serviër, ook Serf                                                   |
| Seychellen                                                       | Seychellen (= Seychelles)                                              | Seychels                                                 | Seycheller                                                          |
| Thailand                                                         | Siam                                                                   | Siamees                                                  | Siamees                                                             |
| Rusland                                                          | Siberië (= Sibir')                                                     | Siberisch                                                | Siberiër                                                            |
| Italië                                                           | Sicilië (= Sicilia)                                                    | Siciliaans                                               | Siciliaan                                                           |
| Sierra Leone                                                     | Sierra Leone                                                           | Sierraleoons                                             | Sierraleoner                                                        |
| Tsjechië Polen                                                   | Silezië                                                                | Silezisch                                                | Sileziër                                                            |
| Nederland                                                        | Simpelveld                                                             | Simpelvelds en Simpelvelder                              | Simpelvelter                                                        |
| Singapore                                                        | Singapore                                                              | Singaporees                                              | Singaporees                                                         |
| België                                                           | Sint-Agatha-Berchem                                                    | Sint-Agatha-Berchems                                     | Sint-Agatha-Berchemmenaar                                           |
| België                                                           | Sint-Amandsberg                                                        | Sint-Amandsbergs                                         | Sint-Amandsbergenaar                                                |
| België                                                           | Sint-Andries                                                           | Sint-Andries                                             | Sint-Andriezenaar                                                   |
| Nederland                                                        | Sint-Eustatius                                                         | Statiaans                                                | Statiaan                                                            |
| België                                                           | Sint-Genesius-Rode                                                     | Sint-Genesius-Roods                                      | Sint-Genesius-Rodenaar                                              |
| België                                                           | Sint-Gillis                                                            | Sint-Gillis                                              | Sint-Gillenaar                                                      |
| Sint-Helena, Ascension en Tristan da Cunha                       | Sint-Helena (= Saint Helena)                                           | Sint-Heleens                                             | Sint-Helener                                                        |
| België                                                           | Sint-Jans-Molenbeek                                                    | Sint-Jans-Molenbeeks                                     | Sint-Jans-Molenbekenaar                                             |
| België                                                           | Sint-Joost-ten-Node                                                    | Sint-Joosts, ook Sint-Joost-ten-Noods                    | Sint-Joostenaar, ook Joost-ten-Nodenaar                             |
| België                                                           | Sint-Katelijne-Waver                                                   | Sint-Katelijne-Wavers, ook Sint-Katelijns                | Sint-Katelijne-Waveraar, ook Sint-Katelijnenaar                     |
| België Nederland                                                 | Sint-Kruis                                                             | Sint-Kruis                                               | Sint-Kruizenaar                                                     |
| België                                                           | Sint-Lambrechts-Woluwe, ook Sint-Lambrechts                            | Sint-Lambrechts                                          | Sint-Lambrechtenaar                                                 |
| Sint Maarten Frankrijk                                           | Sint-Maarten                                                           | Sint-Maartens                                            | Sint-Maartenaar                                                     |
| Nederland                                                        | Sint-Michielsgestel                                                    | Sint-Michielsgestels                                     | –                                                                   |
| België                                                           | Sint-Niklaas                                                           | Sint-Niklaas                                             | Sint-Niklazenaar                                                    |
| Nederland                                                        | Sint-Oedenrode                                                         | Sint-Oedenroods                                          | Sint-Oedenrodenaar                                                  |
| België                                                           | Sint-Pieters-Leeuw                                                     | Sint-Pieters-Leeuws                                      | Sint-Pieters-Leeuwenaar                                             |
| België                                                           | Sint-Pieters-Woluwe, ook Sint-Pieters                                  | Sint-Pieters                                             | Sint-Pieteraar                                                      |
| België                                                           | Sint-Truiden                                                           | Sint-Truidens                                            | Sint-Truidenaar                                                     |
| Nederland                                                        | Sittard                                                                | Sittards, ook Sittarder                                  | Sittarnaar, ook Sittardenaar, Sittarder                             |
| Duitsland                                                        | Sleeswijk (= Schleswig)                                                | Sleeswijks, ook Sleeswijker                              | Sleeswijker                                                         |
| Nederland                                                        | Sliedrecht                                                             | Sliedrechts                                              | Sliedrechtenaar, Sliedrechter                                       |
| Nederland                                                        | Slochteren                                                             | Slochters                                                | Slochtenaar                                                         |
| Slowakije                                                        | Slovakije, Slowakije(75) (= Slovensko)                                 | Slovaaks, Slowaaks                                       | Slovaak, Slowaak                                                    |
| Slovenië                                                         | Slovenië (= Slovenija)                                                 | Sloveens                                                 | Sloveen                                                             |
| Nederland                                                        | Sneek (= Snits)                                                        | Sneeks, ook Sneker                                       | Sneker                                                              |
| Soedan                                                           | Soedan (zie ook Sudan) (= Sūdān)                                       | Soedanees                                                | Soedanees                                                           |
| Nederland Duitsland                                              | Soest                                                                  | Soests, ook Soester                                      | Soestenaar, ook Soesder                                             |
| Bulgarije                                                        | Sofia (= Sofija)                                                       | Sofiotisch                                               | Sofioot                                                             |
| Somalië                                                          | Somalië (= as-Soomaliya)                                               | Somalisch                                                | Somaliër                                                            |
| Nederland                                                        | Someren                                                                | Somers                                                   | Someraar                                                            |
| Spanje                                                           | Spanje (= España)                                                      | Spaans de taal heet ook Castiliaans                      | Spanjaard. Vanouds Spanjool                                         |
| Nederland                                                        | Spijkenisse                                                            | Spijkenisses                                             | Spijkenissenaar                                                     |
| Sri Lanka                                                        | Sri Lanka (= Srī Lankā)                                                | Sri Lankaans                                             | Sri Lankaan                                                         |
| Nederland                                                        | Stadskanaal                                                            | Stadskanaals, ook Kanaalster                             | Kanaalster                                                          |
| Nederland                                                        | Staphorst                                                              | Staphorster                                              | Staphorstenaar, Staphorster                                         |
| Nederland                                                        | Steenbergen                                                            | Steenbergs                                               | Steenbergenaar                                                      |
| Nederland                                                        | Steenwijk                                                              | Steenwijks, ook Steenwijker                              | Steenwijker                                                         |
| Nederland                                                        | Stein                                                                  | Steins, ook Steiner                                      | Steindenaar, Steinder                                               |
| Nederland                                                        | Stellingwerf                                                           | Stellingswerfs                                           | Stellingwerver                                                      |
| Oostenrijk                                                       | Stiermarken (= Steiermark)                                             | Stiermarks                                               | Stiermarker                                                         |
| Zweden                                                           | Stockholm                                                              | Stockholms                                               | Stockholmer                                                         |
| Frankrijk                                                        | Straatsburg (= Strasbourg)                                             | Straatsburgs                                             | Straatsburger                                                       |
| Soedan                                                           | Sudan (zie ook Soedan) (= Sūdān)                                       | Sudanees                                                 | Sudanees                                                            |
| Suriname                                                         | Suriname                                                               | Surinaams                                                | Surinamer                                                           |
| Nederland                                                        | Susteren                                                               | Susterens                                                | Susterenaar                                                         |
| Swaziland                                                        | Swaziland                                                              | Swazisch                                                 | Swaziër                                                             |
| Italië                                                           | Syracuse (= Siracusa)                                                  | Syracusisch, Syracusaans                                 | Syracuser, Syracusaan                                               |
| Syrië                                                            | Syrië (= Sūrīyah)                                                      | Syrisch                                                  | Syriër                                                              |
| Tadzjikistan                                                     | Tadzjikistan (= Tojikiston)                                            | Tadzjieks                                                | Tadzjiek                                                            |
| Taiwan                                                           | Taiwan                                                                 | Taiwanees                                                | Taiwanees                                                           |
| Tanzania                                                         | Tanzania                                                               | Tanzaniaans                                              | Tanzaniaan                                                          |
| Italië                                                           | Tarente (= Taranto)                                                    | Tarentijns                                               | Tarentijn                                                           |
| Oezbekistan                                                      | Tasjkent (= Toskent)                                                   | –                                                        | –                                                                   |
| Nederland                                                        | Tegelen                                                                | Tegels, ook Tegeler                                      | Tegelaar                                                            |
| Iran                                                             | Teheran (= Tehrān)                                                     | Teheraans                                                | Teheraner                                                           |
| België                                                           | Temse                                                                  | Temses, ook Tems                                         | Temsenaar                                                           |
| België                                                           | Terhulpen (= La Hulpe)                                                 | Terhulpens                                               | Terhulpenaar                                                        |
| Nederland                                                        | Terneuzen                                                              | Terneus                                                  | Terneuzenaar                                                        |
| Nederland                                                        | Terschelling (= Skylge)                                                | Terschellings, ook Terschellinger                        | Terschellinger                                                      |
| Nederland                                                        | Tessel, Texel                                                          | Tessels, Texels                                          | Tesselaar, Texelaar                                                 |
| Thailand                                                         | Thailand (= Prathet Thai)                                              | Thais, ook Thailands                                     | Thailander, ook Thai                                                |
| Nederland                                                        | Tholen                                                                 | Thools                                                   | Tholenaar                                                           |
| China                                                            | Tibet (= Xizang)                                                       | Tibetaans                                                | Tibetaan                                                            |
| Nederland                                                        | Tiel                                                                   | Tiels, ook Tieler                                        | Tielenaar                                                           |
| België                                                           | Tielt                                                                  | Tielts                                                   | Tieltenaar                                                          |
| België                                                           | Tienen                                                                 | Tiens                                                    | Tienenaar                                                           |
| Nederland                                                        | Tilburg                                                                | Tilburgs, ook Tilburger                                  | Tilburger                                                           |
| Albanië                                                          | Tirana                                                                 | Tiranees                                                 | Tiranees                                                            |
| Togo                                                             | Togo                                                                   | Togolees en Togoos                                       | Togolees en Togoër                                                  |
| Nieuw-Zeeland                                                    | Tokelau-eilanden (= Tokelau Islands)                                   | Tokelau-eilands                                          | Tokelau-eilander                                                    |
| Japan                                                            | Tokio (= Tokyo)                                                        | Tokioos                                                  | Tokioër                                                             |
| Tonga                                                            | Tonga en Tonga-eilanden                                                | Tongaans                                                 | Tongaan                                                             |
| België                                                           | Tongeren                                                               | Tongers                                                  | Tongeraar en Tongenaar                                              |
| België                                                           | Torhout                                                                | Torhouts                                                 | Torhoutenaar                                                        |
| Italië                                                           | Toscane (= Toscana)                                                    | Toscaans                                                 | Toscaan                                                             |
| Italië                                                           | Triëst (= Trieste)                                                     | Triësts, ook Triëster                                    | Triëster                                                            |
| Trinidad en Tobago                                               | Trinidad en Tobago (= Trinidad and Tobago)                             | –                                                        | –                                                                   |
| Libië                                                            | Tripoli (= Tarābulus)                                                  | Tripolitaans                                             | Tripolitaan                                                         |
| Tsjaad                                                           | Tsjaad (= 'Tchad)                                                      | Tsjadisch                                                | Tsjadiër                                                            |
| Tsjechië                                                         | Tsjechië (= Česká)                                                     | Tsjechisch                                               | Tsjech                                                              |
| Nederland                                                        | Tubbergen                                                              | Tubbergs                                                 | Tubbergenaar, Tubberger                                             |
| België                                                           | Tubeke (= Tubize)                                                      | Tubeeks                                                  | Tubekenaar                                                          |
| Tunesië                                                          | Tunesië (= Tūnis)                                                      | Tunesisch                                                | Tunesiër                                                            |
| Tunesië                                                          | Tunis (= Tūnis)                                                        | –                                                        | –                                                                   |
| Italië                                                           | Turijn (= Torino)                                                      | Turijns                                                  | Turijner                                                            |
| Turkije                                                          | Turkije (= Türkiye)                                                    | Turks                                                    | Turk, v. ook Turkin                                                 |
| Turkmenistan                                                     | Turkmenistan (= Türkmenistan)                                          | Turkmeens                                                | Turkmeen                                                            |
| Turks- en Caicoseilanden                                         | Turks- en Caicos-eilanden (= Turks and Caicos Islands)                 | –                                                        | –                                                                   |
| België                                                           | Turnhout                                                               | Turnhouts                                                | Turnhoutenaar                                                       |
| Tuvalu                                                           | Tuvalu                                                                 | Tuvaluaans                                               | Tuvaluaan                                                           |
| Nederland                                                        | Twente                                                                 | Twents                                                   | Twentenaar, Tukker (soms Twent)                                     |
| Nederland                                                        | Tynaarlo                                                               | Tynaarloos                                               | Tynaarloër                                                          |
| Nederland                                                        | Ubach over Worms                                                       | Ubachs, ook Ubacher                                      | Ubacher                                                             |
| Nederland                                                        | Ubbergen                                                               | Ubbergs                                                  | Ubberger                                                            |
| Nederland                                                        | Uden                                                                   | Udens                                                    | Udenaar                                                             |
| Oeganda                                                          | Uganda (zie ook Oeganda)                                               | Ugandees                                                 | Ugandees                                                            |
| Nederland                                                        | Uithoorn                                                               | Uithoorns                                                | Uithoornaar en Uithorenaar                                          |
| België                                                           | Ukkel                                                                  | Ukkels                                                   | Ukkelaar                                                            |
| Italië                                                           | Umbrië (= Umbria)                                                      | Umbrisch                                                 | Umbriër                                                             |
| Nederland                                                        | Urk                                                                    | Urks, ook Urker                                          | Urker                                                               |
| Uruguay                                                          | Uruguay                                                                | Uruguayaans en Uruguees                                  | Uruguayaan en Uruguees                                              |
| Nederland                                                        | Utrecht                                                                | Utrechts, ook Utrechter                                  | Utrechtenaar, Utrechter                                             |
| Nederland                                                        | Vaals                                                                  | Vaals, ook Vaalzer                                       | Vaalzer                                                             |
| Nederland                                                        | Valburg                                                                | Valburgs                                                 | Valburger                                                           |
| Nederland                                                        | Valkenburg                                                             | Valkenburgs, ook Valkenburger                            | Valkenburger                                                        |
| Nederland                                                        | Valkenswaard                                                           | Valkenswaards                                            | Valkenswaarder                                                      |
| Vanuatu                                                          | Vanuatu                                                                | Vanuatuaans                                              | Vanuatuaan                                                          |
| Vaticaanstad                                                     | Vaticaanstad (= Città del Vaticano)                                    | Vaticaans                                                | –                                                                   |
| Nederland                                                        | Veendam                                                                | Veendams, ook Veendammer                                 | Veendammer                                                          |
| Nederland                                                        | Veenendaal                                                             | Veenendaals                                              | Veenendaler                                                         |
| Nederland                                                        | Veghel                                                                 | Veghels                                                  | Veghelaar                                                           |
| Nederland                                                        | Veldhoven                                                              | Veldhovens                                               | Veldhovenaar                                                        |
| Nederland                                                        | Velsen                                                                 | Velsens, ook Velser                                      | Velsenaar                                                           |
| Nederland                                                        | Veluwe                                                                 | Veluws, ook Veluwer                                      | Veluwenaar                                                          |
| Italië                                                           | Venetië (= Venezia)                                                    | Venetiaans                                               | Venetiaan                                                           |
| Venezuela                                                        | Venezuela                                                              | Venezolaans                                              | Venezolaan                                                          |
| Nederland                                                        | Venlo                                                                  | Venloos                                                  | Venloër, Venlonaar en Venloënaar                                    |
| Nederland                                                        | Venray                                                                 | Venrays, ook Venrayer                                    | Venrayenaar, Venrayer                                               |
| Verenigde Arabische Emiraten                                     | Verenigde Arabische Emiraten (= al-Imārāt al-`Arabiyyah al-Muttahidah) | –                                                        | –                                                                   |
| Verenigde Staten                                                 | Verenigde Staten                                                       | Amerikaans                                               | Amerikaan                                                           |
| Verenigd Koninkrijk                                              | Verenigd Koninkrijk                                                    |                                                          | Brit                                                                |
| België                                                           | Verviers                                                               | Verviers                                                 | Verviersenaar                                                       |
| België                                                           | Veurne                                                                 | Veurns, Veurens                                          | Veurnaar en Veurenaar                                               |
| Nederland                                                        | Vianen                                                                 | Vianens                                                  | –                                                                   |
| Laos                                                             | Vientiane (= Vieng Chan)                                               | –                                                        | –                                                                   |
| Vietnam                                                          | Vietnam (= Viêt Nam)                                                   | Vietnamees                                               | Vietnamees                                                          |
| België                                                           | Vilvoorde                                                              | Vilvoords                                                | Vilvoordenaar                                                       |
| België                                                           | Vlaanderen                                                             | Vlaams                                                   | Vlaming, v. ook Vlaminge                                            |
| Nederland                                                        | Vlaardingen                                                            | Vlaardings, ook Vlaardinger                              | Vlaardinger                                                         |
| Nederland                                                        | Vlagtwedde                                                             | Vlagtweds, ook Vlagtwedder                               | Vlagtwedder                                                         |
| Nederland                                                        | Vlieland                                                               | Vlielands                                                | Vlielander                                                          |
| Nederland                                                        | Vlijmen                                                                | Vlijmens                                                 | Vlijmenaar                                                          |
| Nederland                                                        | Vlissingen                                                             | Vlissings, ook Vlissinger                                | Vlissinger                                                          |
| België                                                           | Vloesberg (= Flobecq)                                                  | Vloesbergs                                               | Vloesbergenaar                                                      |
| België                                                           | Voeren en Voerstreek                                                   | Voerens                                                  | Voerenaar                                                           |
| Nederland                                                        | Voerendaal                                                             | Voerendaals                                              | Voerendaler                                                         |
| Frankrijk                                                        | Vogezen (= Vosges)                                                     | Vogezisch                                                | Vogeziër                                                            |
| Nederland                                                        | Volendam                                                               | Volendams, ook Volendammer                               | Volendammer                                                         |
| Nederland                                                        | Voorburg                                                               | Voorburgs                                                | Voorburger                                                          |
| Nederland                                                        | Voorschoten                                                            | Voorschotens                                             | Voorschotenaar                                                      |
| Nederland                                                        | Voorst                                                                 | Voorsts, ook Voorster                                    | Voorstenaar                                                         |
| België                                                           | Vorst                                                                  | Vorsts                                                   | Vorstenaar                                                          |
| Nederland                                                        | Vriezenveen                                                            | Vriezenveens, ook Vriezenvener                           | Vriezenvener                                                        |
| Nederland                                                        | Vught                                                                  | Vughts                                                   | Vughtenaar                                                          |
| Chili Argentinië                                                 | Vuurland (= Tierra del Fuego)                                          | Vuurlands                                                | Vuurlander                                                          |
| Nederland                                                        | Waalre                                                                 | Waalres                                                  | Waalrenaar                                                          |
| Nederland                                                        | Waalwijk                                                               | Waalwijks                                                | Waalwijker                                                          |
| België                                                           | Waasland, Land van Waas                                                | Waas, ook Waaslands                                      | Wazenaar, ook Waaslander                                            |
| België Frankrijk                                                 | Waasten (= Warneton)                                                   | Waastens                                                 | Waastenaar                                                          |
| Nederland Duitsland Denemarken                                   | Waddeneilanden                                                         | Waddeneilands                                            | Waddeneilander                                                      |
| Nederland                                                        | Waddinxveen                                                            | Waddinxveens, ook Waddinxvener                           | Waddinxvener                                                        |
| Nederland                                                        | Wageningen                                                             | Wagenings, ook Wageninger                                | Wageninger                                                          |
| Roemenië                                                         | Walachije (= Valahia)                                                  | Walachs, ook Walachijs                                   | Walach, ook Walachijer                                              |
| Nederland                                                        | Walcheren                                                              | Walchers                                                 | –                                                                   |
| Verenigd Koninkrijk                                              | Wales (= Cymru)                                                        | Welsh, Kymrisch                                          | Welshman                                                            |
| Wallis en Futuna                                                 | Wallis en Futuna                                                       | –                                                        | –                                                                   |
| België                                                           | Wallonië (= Wallonie), ook Walenland                                   | Waals                                                    | Waal, v. ook Walin                                                  |
| België                                                           | Waregem                                                                | Waregems                                                 | Waregemmenaar                                                       |
| Polen                                                            | Warschau (= Warszawa)                                                  | Warschaus                                                | Warschauer                                                          |
| Verenigd Koninkrijk                                              | Washington (staat en stad)                                             | Washingtons                                              | Washingtonner                                                       |
| Nederland                                                        | Wassenaar                                                              | Wassenaars                                               | Wassenaarder                                                        |
| Nederland                                                        | Wateringen                                                             | Waterings                                                | Wateringer                                                          |
| Nederland                                                        | Waterland                                                              | Waterlands                                               | Waterlander                                                         |
| België                                                           | Watermaal-Bosvoorde                                                    | Watermaal-Bosvoords                                      | Watermaal-Bosvoordenaar                                             |
| Nederland                                                        | Weert                                                                  | Weerts, ook Weerter                                      | Weertenaar, Weerter                                                 |
| Nederland                                                        | Weesp                                                                  | Weesps, ook Weesper                                      | Weesper                                                             |
| Nieuw-Zeeland                                                    | Wellington                                                             | Wellingtons                                              | Wellingtonner                                                       |
| België                                                           | Wemmel                                                                 | Wemmels                                                  | Wemmelaar                                                           |
| Oostenrijk                                                       | Wenen (= Wien)                                                         | Weens, ook Wener                                         | Wener, v. ook Wenerin                                               |
| Nederland                                                        | Werkendam                                                              | Werkendams                                               | Werkendammer                                                        |
| België                                                           | Wervik                                                                 | Werviks                                                  | Wervikenaar, ook Wervikaan                                          |
| België                                                           | Westerlo                                                               | Westerloos                                               | Westelaar                                                           |
| België Frankrijk                                                 | Westhoek                                                               | Westhoeks                                                | Westhoekenaar                                                       |
| Nederland                                                        | Westland                                                               | Westlands                                                | Westlander                                                          |
| Samoa                                                            | West-Samoa (= Western Samoa/Samoa i Sisifo)                            | West-Samoaans                                            | West-Samoaan                                                        |
| België                                                           | Wetteren                                                               | Wetters                                                  | Wetteraar                                                           |
| België                                                           | Wevelgem                                                               | Wevelgems                                                | Wevelgemmenaar                                                      |
| België                                                           | Wezembeek-Oppem                                                        | Wezembeeks, ook Wezembeek-Oppems                         | Wezembekenaar                                                       |
| Nederland                                                        | Wierden                                                                | Wierdens, ook Wierder                                    | Wierdenaar                                                          |
| Nederland                                                        | Wieringen                                                              | Wierings, ook Wieringer                                  | Wieringer                                                           |
| Nederland                                                        | Wieringermeer                                                          | Wieringermeers                                           | Wieringermeerder                                                    |
| Nederland                                                        | Wijchen                                                                | Wijchens                                                 | Wijchenaar                                                          |
| Nederland                                                        | Wijk bij Duurstede                                                     | –                                                        | Wijkenaar                                                           |
| België                                                           | Willebroek                                                             | Willebroeks                                              | Willebroekenaar                                                     |
| Curaçao Nederland                                                | Willemstad                                                             | Willemstads                                              | Willemstatter                                                       |
| België                                                           | Wilrijk                                                                | Wilrijks                                                 | Wilrijkenaar                                                        |
| Namibië                                                          | Windhoek                                                               | Windhoeks                                                | Windhoeker                                                          |
| Nederland                                                        | Winschoten                                                             | Winschotens, ook Winschoter                              | Winschotenaar, Winschoter                                           |
| Nederland                                                        | Winterswijk                                                            | Winterswijks                                             | Winterswijker                                                       |
| Wit-Rusland                                                      | Wit-Rusland (= Belarus)                                                | Wit-Russisch Belarussisch                                | Wit-Rus Belarus                                                     |
| Nederland                                                        | Woerden                                                                | Woerdens                                                 | Woerdenaar                                                          |
| België                                                           | Woluwe                                                                 | Woluws                                                   | Woluwenaar                                                          |
| België                                                           | Wondelgem                                                              | Wondelgems                                               | Wondelgemmenaar                                                     |
| Nederland                                                        | Wormer                                                                 | Wormers                                                  | Wormer                                                              |
| Nederland                                                        | Wormerveer                                                             | Wormerveers, ook Wormerveerder                           | Wormerveerder                                                       |
| Nederland                                                        | Woudrichem (uitspraak ook Woerkom)                                     | Woudrichems                                              | Woudrichemmer                                                       |
| Nederland                                                        | Zaandam                                                                | Zaandams, ook Zaandammer                                 | Zaandammer                                                          |
| Nederland                                                        | Zaan(kant)                                                             | Zaans                                                    | Zaankanter                                                          |
| Kroatië                                                          | Zagreb                                                                 | Zagrebs                                                  | Zagrebber                                                           |
| Congo-Kinshasa                                                   | Zaïre                                                                  | Zaïrees                                                  | Zaïrees                                                             |
| Zambia                                                           | Zambia                                                                 | Zambiaans                                                | Zambiaan                                                            |
| Nederland                                                        | Zandvoort                                                              | Zandvoorts                                               | Zandvoorter                                                         |
| België                                                           | Zaventem                                                               | Zaventems                                                | Zaventemmenaar                                                      |
| Nederland                                                        | Zeeland (provincie)                                                    | Zeeuws                                                   | Zeeuw                                                               |
| Nederland                                                        | Zeist                                                                  | Zeists, ook Zeister                                      | Zeistenaar                                                          |
| België                                                           | Zele                                                                   | Zeels                                                    | Zelenaar                                                            |
| Nederland                                                        | Zelhem                                                                 | Zelhems, ook Zelhemmer                                   | Zelhemmer                                                           |
| België                                                           | Zelzate                                                                | Zelzaats                                                 | Zelzatenaar                                                         |
| Nederland                                                        | Zevenaar                                                               | Zevenaars                                                | Zevenaarder                                                         |
| Nederland                                                        | Zevenbergen                                                            | Zevenbergens, ook Zevenbergs                             | Zevenbergenaar, Zevenberger                                         |
| Zimbabwe                                                         | Zimbabwe                                                               | Zimbabwaans                                              | Zimbabwaan                                                          |
| België                                                           | Zinnik (= Soignies)                                                    | Zinniks                                                  | Zinnikenaar                                                         |
| Nederland                                                        | Zoetermeer                                                             | Zoetermeers                                              | Zoetermeerder                                                       |
| België                                                           | Zonhoven                                                               | Zonhovens                                                | Zonhovenaar                                                         |
| België                                                           | Zottegem                                                               | Zottegems                                                | Zottegemmenaar                                                      |
| Zuid-Afrika                                                      | Zuid-Afrika (zie ook Afrika) (= Suid Afrika/South Africa)              | Zuid-Afrikaans de Germaanse taal heet Afrikaans.         | Zuid-Afrikaan                                                       |
| Nederland                                                        | Zuid-Beveland                                                          | Zuid-Bevelands, ook Zuid-Bevelander                      | Zuid-Bevelander                                                     |
| Zuid-Korea                                                       | Zuid-Korea                                                             | Zuid-Koreaans                                            | Zuid-Koreaan                                                        |
|                                                                  | zuidpoolgebied (zie ook Antarctica)                                    | –                                                        | –                                                                   |
| Nederland                                                        | Zundert                                                                | Zunderts                                                 | Zundertenaar en Zundernaar                                          |
| Nederland                                                        | Zutphen                                                                | Zutphens                                                 | Zutphenaar                                                          |
| Duitsland                                                        | Zwarte Woud (= Schwarzwald)                                            | –                                                        | –                                                                   |
| Zweden                                                           | Zweden (= Sverige)                                                     | Zweeds                                                   | Zweed                                                               |
| België                                                           | Zwevegem                                                               | Zwevegems                                                | Zwevegemmenaar                                                      |
| Nederland België                                                 | Zwijndrecht                                                            | Zwijndrechts                                             | Zwijndrechtenaar                                                    |
| Zwitserland                                                      | Zwitserland (= Schweiz/Suisse/Svizzera)                                | Zwitsers                                                 | Zwitser                                                             |
| Nederland                                                        | Zwolle                                                                 | Zwols, ook Zwoller                                       | Zwollenaar                                                          |